# Riga
Riga (lettisch Rīga) ist die Hauptstadt Lettlands und mit rund 590.000 Einwohnern (591.882 am 1. Januar 2025) die größte Stadt des Landes. Zugleich bildet es mit etwa einer Million Einwohnern den größten Ballungsraum des Baltikums. Riga ist das politische, wirtschaftliche und kulturelle Zentrum des Landes. Die alte Hansestadt ist berühmt für ihre Jugendstilbauten und ihre großzügige Anlage sowie für die gut erhaltene Innenstadt, darunter besonders die Altstadt. Im Jahr 2016 wurde Riga der Ehrentitel „Reformationsstadt Europas“ von der Gemeinschaft Evangelischer Kirchen in Europa verliehen.

## Geografie

### Lage
Die Altstadt Rigas liegt am rechten Ufer des Unterlaufs der Düna (lettisch Daugava), die hier auch nach den Flussregulierungen der Neuzeit noch 500 m breit ist. Die nördlichen Vorstadtbezirke liegen bereits an der Rigaer Bucht (Rigaer Meerbusen). Das Hinterland im Süden und Westen der Stadt ist verhältnismäßig dünn besiedelt, ausgedehnte Moore und Sümpfe bildeten hier einst einen natürlichen Schutz. Die von der letzten Eiszeit geprägte Landschaft um Riga verfügt über eine Vielzahl kleiner Seen und Bäche, östlich und nördlich der Altstadt befand sich noch im ausgehenden 19. Jahrhundert ein ausgedehntes Ödland aus Sanddünen.

### Klima
Das Klima ist feucht-kontinental mit warmen, feuchten Sommern und schneereichen Wintern. Temperaturen bis −20 °C sind keine Seltenheit.
|                       | Jan  | Feb  | Mär  | Apr | Mai  | Jun  | Jul  | Aug  | Sep  | Okt  | Nov  | Dez  |   |      |
| Mittl. Tagesmax. (°C) | −2,7 | −2,0 | 2,0  | 9,6 | 16,1 | 19,8 | 21,8 | 20,6 | 16,5 | 10,0 | 3,8  | −0,6 | ⌀ | 9,6  |
| Mittl. Tagesmin. (°C) | −8,8 | −8,4 | −5,5 | 0,6 | 5,3  | 9,2  | 11,8 | 11,2 | 7,7  | 3,6  | −0,6 | −5,2 | ⌀ | 1,8  |
|                       |      |      |      |     |      |      |      |      |      |      |      |      |   |      |
| Niederschlag (mm)     | 63   | 33   | 24   | 30  | 39   | 43   | 59   | 78   | 78   | 75   | 59   | 60   | Σ | 641  |
|                       |      |      |      |     |      |      |      |      |      |      |      |      |   |      |
| Sonnenstunden (h/d)   | 1,0  | 2,2  | 4,1  | 6,1 | 8,5  | 9,6  | 8,5  | 7,4  | 5,1  | 3,0  | 1,3  | 0,8  | ⌀ | 4,8  |
|                       |      |      |      |     |      |      |      |      |      |      |      |      |   |      |
| Regentage (d)         | 12   | 9    | 8    | 10  | 8    | 9    | 10   | 11   | 13   | 11   | 13   | 13   | Σ | 127  |
|                       |      |      |      |     |      |      |      |      |      |      |      |      |   |      |
| Luftfeuchtigkeit (%)  | 85   | 82   | 78   | 73  | 69   | 72   | 76   | 78   | 81   | 83   | 86   | 87   | ⌀ | 79,2 |

| −8,8 |

| −8,4 |

| −5,5 |

| 0,6 |

| 5,3 |

| 9,2 |

| 11,8 |

| 11,2 |

| 7,7 |

| 3,6 |

| −0,6 |

| −5,2 |

| −8,8 |

| −8,4 |

| −5,5 |

| 0,6 |

| 5,3 |

| 9,2 |

| 11,8 |

| 11,2 |

| 7,7 |

| 3,6 |

| −0,6 |

| −5,2 |

### Stadtgliederung
Riga ist in drei Stadtbezirke (rajons) und drei Vorstädte (priekšpilsētas) gegliedert mit zahlreichen Stadtteilen (Stand 1. Januar 2010):

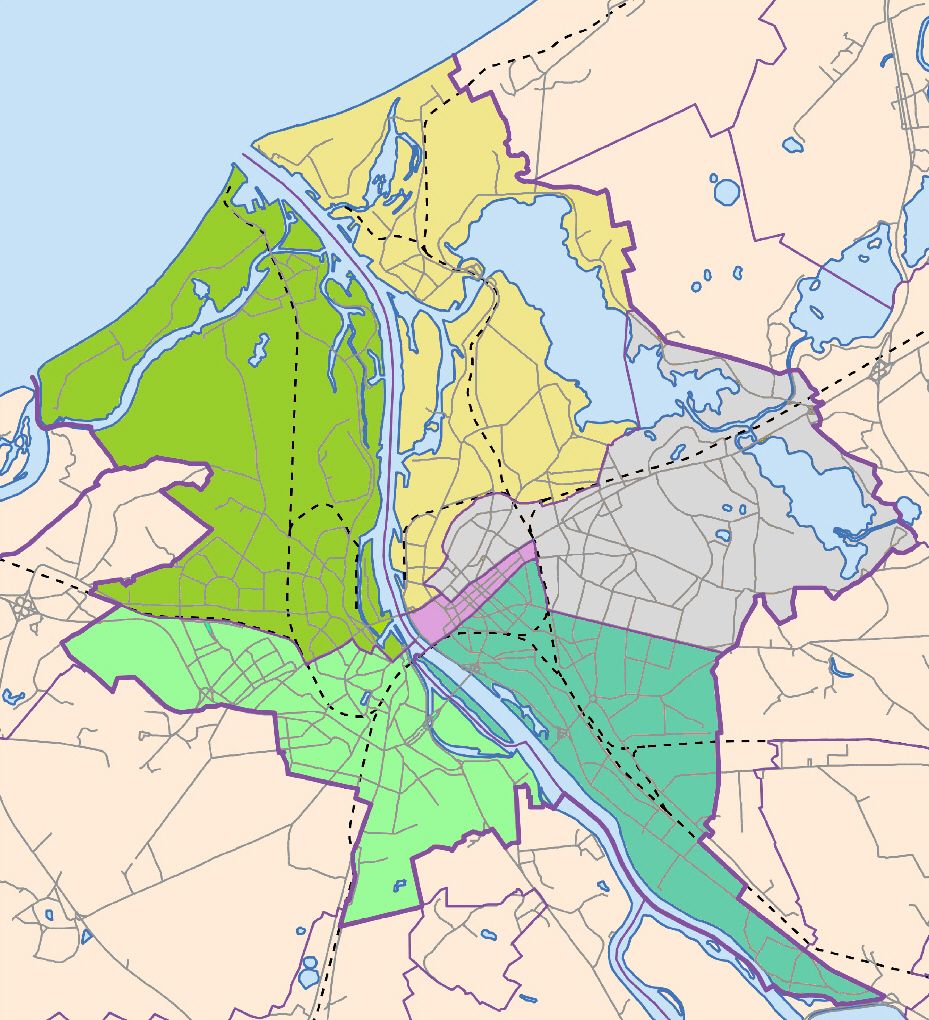
Administrative Stadtgliederung Rigas

- Centra rajons, 3 km², 24.547 Einwohner
Stadtteile: Centrs (Neustadt), Vecpilsēta (Altstadt)
- Kurzemes rajons, 79 km², 133.505 Einwohner
Stadtteile: Āgenskalns, Bolderāja, Daugavgrīva, Dzirciems, Iļģuciems, Imanta, Kleisti, Ķīpsala, Rītabuļļi, Spilve, Voleri, Zasulauks
- Ziemeļu rajons, 77 km², 80.652 Einwohner
Stadtteile: Čiekurkalns, Jaunciems, Kundziņsala, Mangaļsala, Mežaparks, Mīlgrāvis, Pētersala-Andrejsala, Sarkandaugava, Trīsciems, Vecāķi, Vecdaugava, Vecmīlgrāvis
- Latgales priekšpilsēta, 50 km², 193.287 Einwohner
Stadtteile: Avotu iela, Dārzciems, Dārziņi, Grīziņkalns, Ķengarags, Maskavas forštate, Pļavnieki, Rumbula, Šķirotava
- Vidzemes priekšpilsēta, 57 km², 172.064 Einwohner
Stadtteile: Berģi, Brasa, Brekši, Bukulti, Dreiliņi, Jugla, Mežciems, Purvciems, Skanste, Suži, Teika
- Zemgales priekšpilsēta, 41 km², 105.090 Einwohner
Stadtteile: Āgenskalns, Atgāzene, Beberbeķi, Bieriņi, Bišumuiža, Katlakalns, Mūkupurvs, Pleskodāle, Salas, Šampēteris, Torņakalns, Ziepniekkalns, Zolitūde

### Flächennutzung
- Bewohnte Fläche: 67,00 km² (21,8 %)
- Gewerbliche Fläche: 52,45 km² (17,0 %)
- Straßen und Wege: 24,64 km² (8,0 %)
- Parkanlagen: 57,54 km² (19,0 %)
- Gewässer: 48,50 km² (15,8 %)[4]
- Auch sehr viel Wald

### Nachbarschaft
Das Stadtgebiet von Riga grenzt im Nordwesten an die Ostsee, im Nordosten und Osten an die Verwaltungsbezirke (novads) Carnikava, Garkalne und Stopiņi, im Süden an Salaspils, Ķekava und Olaine und im Westen an Mārupe, Babīte sowie die Stadt Jūrmala.

## Geschichte

### Gründung
Bereits vor der Gründung Rigas (1201) am Zusammenfluss des später zugeschütteten Baches Rīdzene (deutsch: Riege – daher der Name Riga) und der Düna bestand am rechten Ufer der Düna eine Siedlung der finno-ugrischen Liven. Ende des 12. Jahrhunderts kamen immer wieder Kaufleute aus Gotland, um hier Handel zu treiben. Mehrfach gingen auch Missionsversuche von diesem Ort aus, die jedoch bis zur eigentlichen Stadtgründung fehlschlugen. Erst mit dem Erscheinen Alberts von Buxthoeven aus Bremen gelang es, Riga als Drehscheibe des Russlandhandels und Ausgangspunkt der Mission und der deutschen Kolonisierung des Baltikums zu konsolidieren.
Bis dahin hatte der etwa 50 km westlich gelegene Semgallerhafen am Unterlauf der Kurländischen Aa (lettisch Lielupe) als wichtiger Handelsplatz der Region gedient. Auf Betreiben deutscher Kaufleute, die vom Papst ein entsprechendes Privileg erwarben, wurde im Jahr 1200 seine Schließung erzwungen, um den deutschen Händlern eine Monopolstellung zuzusichern. So konnte sich Riga in wenigen Jahrzehnten zur bedeutendsten Stadt eines Gebietes entwickeln, das fortan als Livland (lateinisch: Livonia) einen festen Platz auf der Landkarte Europas einnahm. Insbesondere zu Beginn ihrer Geschichte erlebte die Stadt einen rasanten Aufschwung: Die bebaute Fläche wuchs in einem Vierteljahrhundert um das fünf- bis sechsfache. Die Stadt war Sitz eines Erzbischofs und gehörte seit 1282 der Hanse an.
Ab 1211 gewannen die Bürger der Stadt, insbesondere die Kaufleute, die sich nach der Unterwerfung der umliegenden Völkerschaften hier niederließen, rasch an Einfluss: Bereits 1225 konnten sie den Stadtvogt, der bis dahin vom Bischof eingesetzt wurde, selbst wählen. Der Rigaer Stadtrat ist 1225 zum ersten Male urkundlich erwähnt und bestand wahrscheinlich schon seit 1222 oder 1223. Anfangs galt in Riga das Visbyer Stadtrecht, danach das an das Lübische Recht angelehnte Hamburger Stadtrecht.

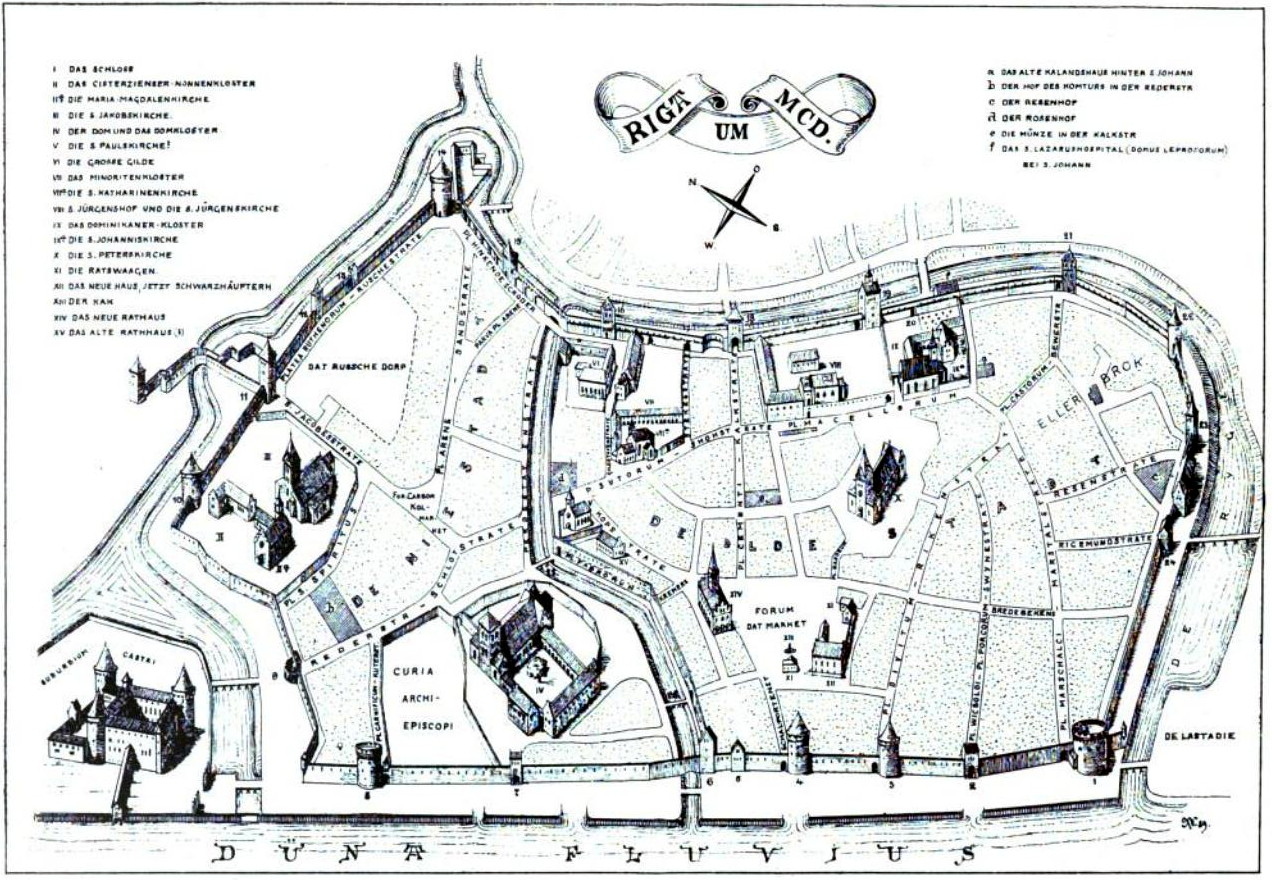
Riga um 1400

### Riga unter dem Deutschen Orden
Im Rahmen der Ostkolonisation versuchten die Bischöfe, vor allem Deutsche im heidnischen Gebiet anzusiedeln. Militärisch wurden sie dabei von Ritterorden unterstützt, zunächst vom Schwertbrüderorden und nach dessen Niedergang vom Deutschen Orden, in den der Schwertbrüderorden eingegliedert worden war. Insbesondere nach der Vertreibung der Kreuzfahrer aus Palästina begann sich der Deutsche Orden verstärkt um die osteuropäischen Gebiete zu kümmern, zunächst Preußen, aber auch Livland. Der Deutsche Orden war eine machtvolle eigenständige kirchliche Körperschaft, die bald zu den Erzbischöfen von Riga in Konkurrenz trat. Geleitet wurde der livländische Zweig des Deutschen Ordens von einem Landmeister, der dem Hochmeister (oberster Ordensherr) unmittelbar unterstand.
Zwischen den Erzbischöfen von Riga und dem Deutschen Orden wurden zahlreiche Auseinandersetzungen teils mit Waffengewalt, teils mit Prozessen vor dem Papst ausgefochten. Die Erzbischöfe ersuchten auch benachbarte Staaten um Schutz (z. B. den König von Dänemark, aber auch den Kaiser des Heiligen Römischen Reiches, außerhalb dessen Grenzen Livland zunächst lag). Nach der vom Orden gewonnenen Schlacht bei Neuermühlen am 30. März 1491 schlossen der Deutsche Orden und der Erzbischof von Riga den Frieden von Wolmar. Der Erzbischof erkannte den Deutschen Orden als Schutzmacht Livlands an und beteiligte sich mit einem eigenen Heereskontingent an der Schlacht am Smolinasee im Jahr 1502.

### Reformation, polnisch-litauische Herrschaft und Riga als zweitgrößte Stadt Schwedens

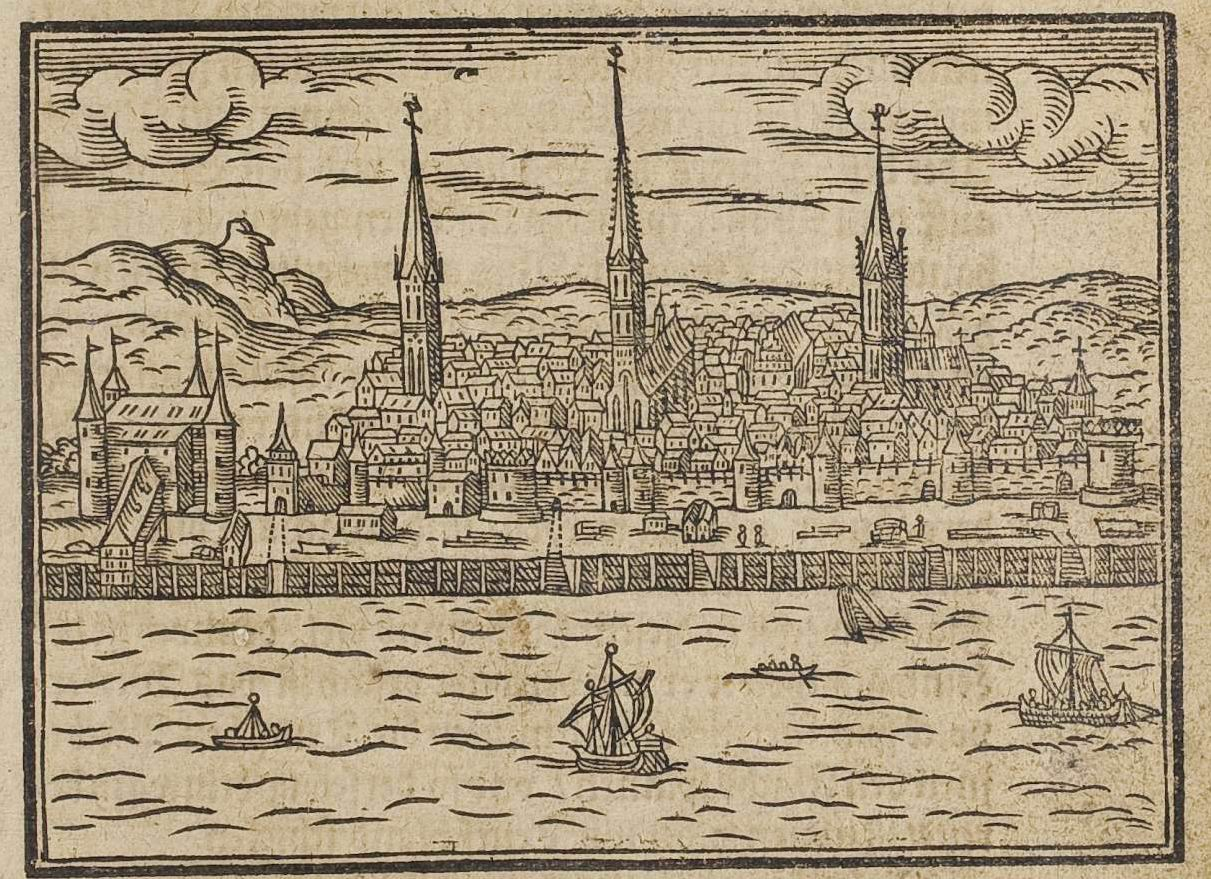
Ansicht von Riga zu Anfang des 17. Jahrhunderts

Karte von Riga (um 1710)

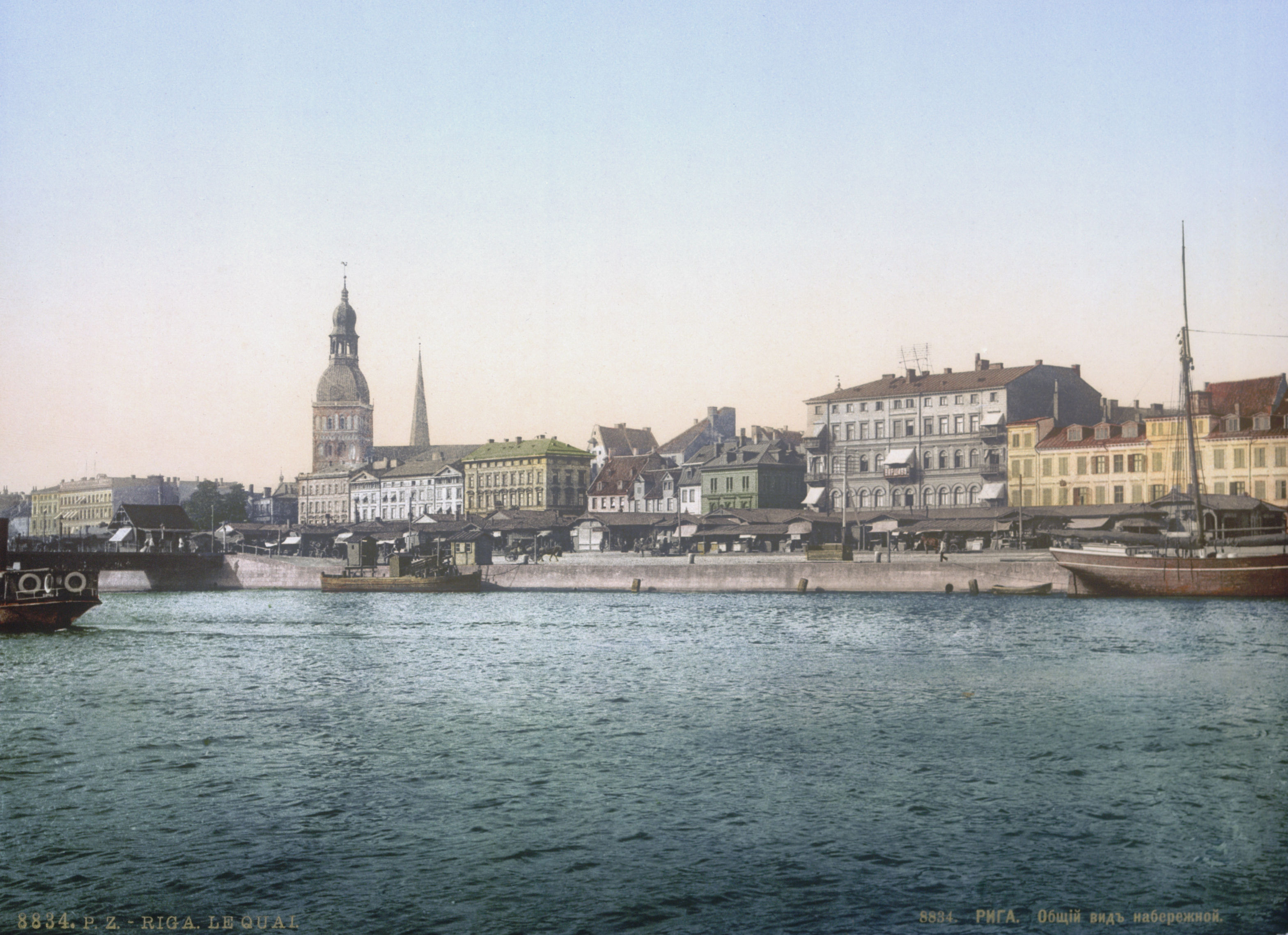
Riga Ende des 19. Jahrhunderts

Im Jahre 1522 schloss sich Riga der Reformation an. 1527 berief der Rat den Königsberger Reformator Johannes Briesmann zum Domprediger und in eine einem Superintendenten gleichkommende Stellung. Damit näherte sich die Macht der Erzbischöfe ihrem Ende. Der letzte Erzbischof von Riga war Wilhelm von Brandenburg. Nach Ausbruch des Livländischen Krieges 1558 und der Auflösung der Livländischen Konföderation 1561/62 folgte die Stadt nicht mehr unmittelbar der Entscheidung des Erzbischofs und des Ordens, sich Polen-Litauen zu unterwerfen, sondern favorisierte insbesondere in den 1570er Jahren den Status einer freien Reichsstadt des Heiligen Römischen Reiches. Erst als die erhoffte kaiserliche Unterstützung ausblieb, brachte der erneute Vormarsch russischer Heere die Stadt dazu, 1581 Polens König Stephan Báthory zu huldigen, der im Gegenzug im Corpus Privilegiorum Stephaneum (auch als Corpus Privilegiorum Stephanorum bezeichnet) die traditionellen Freiheiten und Privilegien der Stadt bestätigte. Als äußeres Zeichen der Blüte, die die Stadt in dieser Zeit erlebte, ist die Gründung ihrer ersten Druckerei (1587) durch Nicolas Mollyn anzusehen. Dieser verlegte in den folgenden 38 Jahren 165 Bücher, davon 119 in lateinischer, 43 in deutscher und drei in lettischer Sprache.
Im Polnisch-Schwedischen Krieg bedrohten schwedische Truppen im Jahr 1600, gleich zu Kriegsbeginn, erstmals Riga, ließen dann jedoch von einem Angriff auf die stark befestigte Stadt ab. Die 40-jährige polnisch-litauische Herrschaft, unter der sich die Bürger Rigas erfolgreich gegenreformatorischer Bestrebungen erwehrten (etwa in den sogenannten Kalenderunruhen), endete mit der Eroberung der Stadt durch Gustav II. Adolf von Schweden im Jahr 1621. Die schwedische Krone behandelte Riga entsprechend seinem Rang als zweitgrößte Stadt des Königreichs und ließ es angesichts der strategischen Bedeutung, die ihm bei der Verteidigung des schwedischen Dominium maris baltici zukam, aufwendig befestigen. Der markante Rote Turm verschwand im Jahr 1646. Im Russisch-Schwedischen Krieg (1656–1658) hielt Riga der russischen Belagerung stand und bewahrte bis Anfang des 18. Jahrhunderts seine Stellung als eine der wichtigsten Städte Schwedens. In dieser Zeit genoss die Stadt weitgehende Selbstverwaltung.
Im Laufe des Großen Nordischen Krieges wurden Riga und die Rigaer in mehrfacher Hinsicht hart getroffen: durch die von der Stadt und der Bürgerschaft zu entrichtenden Kontributionen und dadurch, dass Riga zum Kriegsschauplatz wurde. In der Schlacht an der Düna am 19. Juli 1701 wehrte König Karl XII. von Schweden den Angriff der sächsisch-russischen Truppen ab. Am 4. Juli 1710 ergab sich die Stadt nach längerer Belagerung den Truppen von General Boris Petrowitsch Scheremetew. Der Aufstieg Russlands zur Großmacht an der Ostsee wurde durch den Frieden von Nystad im Jahre 1721 besiegelt. Riga wurde darin dem Zarenreich zugeschlagen.

### Nach dem Großen Nordischen Krieg: Russische Besetzung – Riga als Teil des Gouvernements Livland
Riga wurde Sitz der Verwaltung und Hauptstadt des Gouvernements Livland (siehe Ostseegouvernements). Dem Gouverneur unterstanden eine „russische Kanzlei“ für den Schriftverkehr in russischer Sprache mit den Militärbehörden und eine „deutsche Kanzlei“ für den Schriftverkehr in deutscher Sprache mit den Landesbehörden und mit dem Kollegium der liv- und estnischen Sachen der russischen Regierung in Sankt Petersburg.
1787 wurde eine neue Stadtverfassung eingeführt, die die Beschränkung der Macht auf die traditionellen drei „Stände“ (Magistrat, Große Gilde und Kleine Gilde) überwand und breiteren Kreisen der Bürgerschaft ein Mitspracherecht eröffnete. Dazu wurde die Bürgerschaft in sechs „Klassen“ eingeteilt:
1. „besitzliche“ (soll heißen: Haus und Grund besitzende) Einwohner
2. Kaufleute (gegliedert in drei Gilden)
3. Handwerker
4. Fremde und „Gäste“ (insbesondere Handeltreibende) aus anderen Städten
5. „namhafte“ Bürger (aufgrund ihres Ansehens in die Bürgerschaft Aufgenommene)
6. Beisassen

Im Jahr 1800 zählte Riga rund 30.000 Einwohner; davon waren 47 % Deutsche, 25 % Letten und 14 % Russen. Die Letten arbeiteten als Hilfsarbeiter der Händler, als Ligger (niederdeutsch für „Lieger“) an der Stadtwaage und an der Wrake, als Salzträger und als Bierträger, als Hanfschwinger usw.
Als 1812 Napoleon Russland überfiel, rückte ein Teil der Grande Armée in Kurland ein. Es waren preußische Truppen unter dem Befehl von Ludwig Yorck von Wartenburg, die gezwungen worden waren, sich in die Grande Armée einzureihen. Auf das Gerücht hin, die Feinde seien auch im Anmarsch auf Riga, ließ der Stadtkommandeur, Generalleutnant Magnus Gustav von Essen, in der Nacht vom 11. zum 12. Juli die Rigaer Vorstädte anzünden, um ein freies Schussfeld zu schaffen und dem Gegner keine Deckung zu bieten. Drei Kirchen und mehr als 700 Häuser brannten ab. Letztlich entschied Yorck, Riga nicht anzugreifen, zumal es ihm widerstrebte, für Napoleon zu kämpfen.

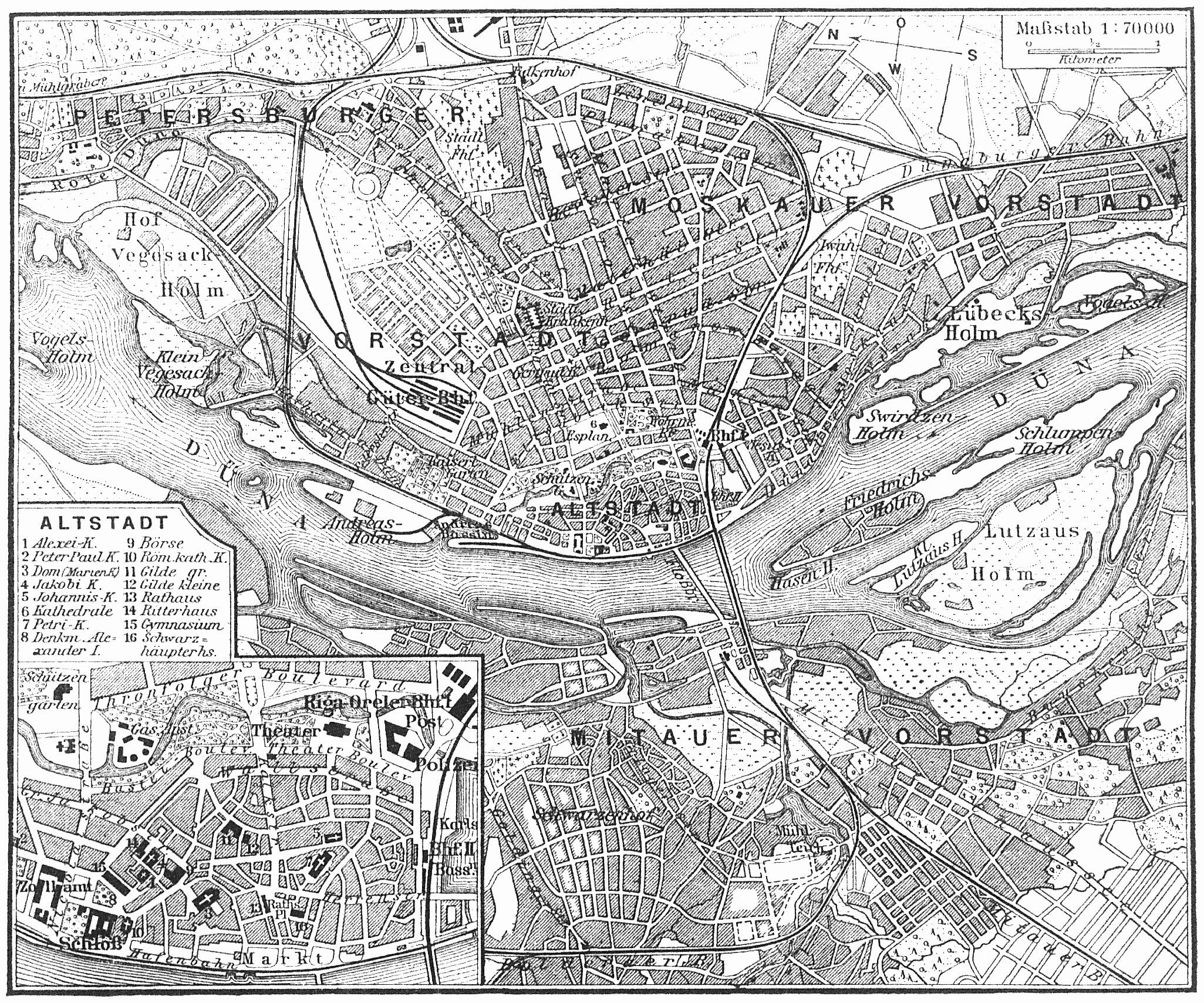
Lageplan von Riga um 1900

Bis zum Ende des 19. Jahrhunderts wurde Riga schrittweise zu einem der wichtigsten Häfen Russlands ausgebaut. Vor allem seit den 1860er Jahren entstanden zahlreiche Fabriken und Arbeiterviertel. Wichtige Industriezweige waren der Maschinenbau, der Fahrzeugbau, die chemische Industrie (Farbwerke und Gummiherstellung), die Textilindustrie und die holzverarbeitende Industrie.
Infolge der Industrialisierung verzehnfachte sich die Bevölkerung der Stadt zwischen 1850 und 1900. Der Volkszählung von 1881 zufolge kamen rund 60 % der Zuwanderer aus den Ostseegouvernements Livland und Kurland, 27 % aus Lettgallen (Gouvernement Witebsk) und Litauen (Gouvernements Kowno und Wilna) sowie anderen Gouvernements des Russischen Kaiserreiches und 12 % aus Deutschland. 1881 gaben rund 30 % der Einwohner an, deutschbaltisch zu sein, etwa 33 % waren Letten, 19 % Russen oder Altgläubige und 8,5 % Juden. 1913 gaben etwa 40 % der Einwohner an, Letten zu sein, knapp 20 % waren Russen und Altgläubige, etwa 13 % Deutsch-Balten und etwa 7 % Juden. Außerdem hatte Riga eine nennenswerte polnische und litauische Minderheit.
Bei der Wahl des Stadtrates galt in der zweiten Hälfte des 19. Jahrhunderts und bis 1918 ein Dreiklassenwahlrecht. 1878 gehörten der 1. Klasse (Bürger mit einer Jahressteuerleistung von 420 Rubeln und mehr) 173 Bürger an, der 2. Klasse (Jahressteuerleistung von 115 bis 419 Rubel) 629 Bürger und der 3. Klasse (Jahressteuerleistung von 16 bis 114 Rubel) 4410 Bürger. Insgesamt hatten somit 3,4 % der Einwohner im Jahr 1878 das Wahlrecht. Trotz russischer Herrschaft blieben sowohl die Stadtkultur als auch der Großgrundbesitz bis weit ins 19. Jahrhundert vom Einfluss der deutschen Oberschicht geprägt. Bis 1891 war die Amtssprache Deutsch (bis 1904 bestand die deutsche Stadtverwaltung), erst danach wurde es durch Russisch ersetzt. 1897 hatte Riga einschließlich des Patrimonialgebietes 256.197 Einwohner, von denen ca. 42 % Letten, 26 % Deutsche, 17 % Russen, 7 % Juden und 5 % Polen waren. Für die Selbstorganisation der Letten gewann die 1868 gegründete Rigaer Lettischen Gesellschaft (lettisch: Rīgas Latviešu biedrība, wörtlich: Rigaer Letten-Verein) große Bedeutung, auch für die Erarbeitung ihrer politischen Forderungen. Der Religionszugehörigkeit nach waren 64 % Lutheraner und Reformierte, 18 % Griechisch-Orthodoxe (einschließlich Sekten), 6 % Römisch-Katholische und 12 % Juden. Um diese Zeit hatte Riga zehn evangelische, eine reformierte, eine anglikanische, zwei römisch-katholische und 14 griechisch-orthodoxe Kirchen (nebst zwei Klöstern) sowie eine Synagoge.
Von der Russischen Revolution im Jahre 1905 wurde auch die Arbeiterschaft der Industriestadt Riga erfasst, am 13. Januar 1905 kam es zu einer ersten Demonstration der Solidarität mit den Streikenden in Sankt Petersburg; der Name der 1930, zum 25. Jahrestag, so benannten Magistrale 13 janvāra iela in Riga erinnert daran. Polizei und Militär beendeten die Streiks der Rigaer Arbeiter mit aller Härte. Erst 1908 wurde der Ausnahmezustand wieder aufgehoben.

### Erster Weltkrieg und Lettischer Unabhängigkeitskrieg

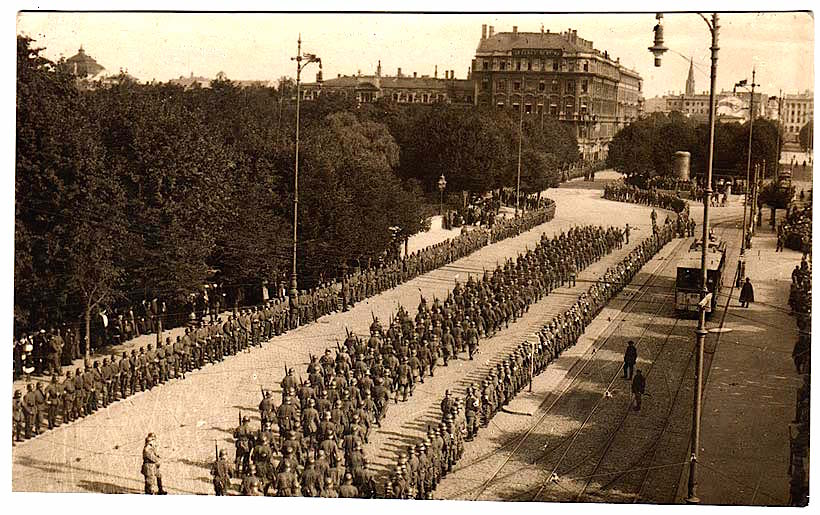
Einmarsch deutscher Truppen in Riga am 3. September 1917

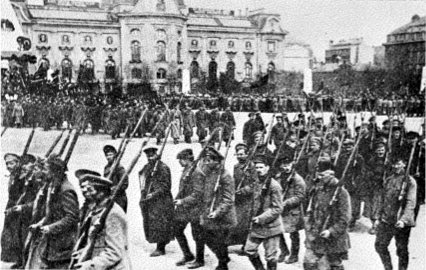
Parade der Armee Rätelettlands am 1. Mai 1919

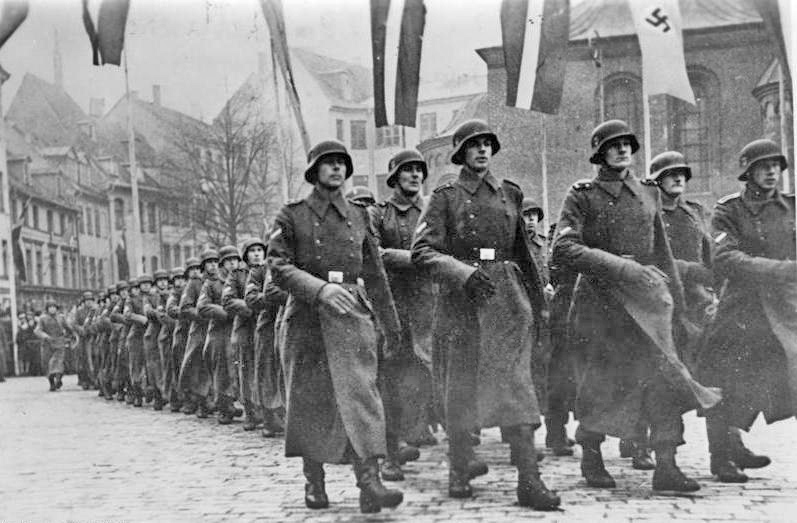
Lettische SS-Legion 1943

Die Entwicklung Rigas wurde vom Ersten Weltkrieg jäh unterbrochen. Die Stadt lag ab September 1915 an der Frontlinie. Zur Sicherstellung der Kriegswirtschaft wurden etwa 200.000 Einwohner (Arbeiter mit ihren Familien) für Rüstungszwecke nach Zentralrussland deportiert. Die russische Verwaltung ließ vor allem die Juden deportieren, da sie der Deutschfreundlichkeit bezichtigt wurden, außerdem die Deutsch-Balten. Die Niederlagen der russischen Armee in Litauen 1915 wurden den Juden angelastet, die im Hinterland der Front für die Deutschen spioniert haben sollten. Das städtische Gymnasium wurde nach Dorpat verlegt, das Polytechnikum nach Moskau. Bis 1917 verließ die Hälfte der Rigenser ihre Stadt, sei es als Flüchtlinge, sei es als Deportierte. In den ersten Septembertagen 1917 wurde die Stadt in der Schlacht um Riga vom deutschen Heer eingenommen. Die russische Armee zerstörte alles, was den Deutschen nicht in die Hände fallen sollte; die russischen Soldaten plünderten die Bürgerhäuser (vor allem während des 3. Septembers) und schleppten mit, was sie tragen konnten. Die in die Stadt einrückenden Deutschen wurden von den verbliebenen Einwohnern bejubelt.
Nach Kriegsende wurde am 18. November 1918 im heutigen Lettischen Nationaltheater noch unter deutscher Besatzung die unabhängige Republik Lettland ausgerufen. Riga war ihre Hauptstadt. Im Lettischen Unabhängigkeitskrieg wurden Riga bzw. Stadtteile Rigas im Laufe des Jahres 1919 von verschiedenen Truppenverbänden eingenommen; drei lettische Regierungen unterschiedlicher Ausrichtung lösten einander ab:
1. In den Tagen vom 2. bis zum 4. Januar 1919 eroberten sowjetrussische Truppen, unterstützt von Roten Lettischen Schützen, Riga.[40] Vom 4. Januar bis zum 21. Mai herrschte die Sowjetmacht der Lettischen SSR. Einen Monat später begann der „Rote Terror“ mit der Hinrichtung von „Volksfeinden“.[41] Allein in Riga wurden 3654 Todesurteile vollstreckt, unter anderem im Wald von Biķernieki.[42]
2. Nach der Vertreibung der Roten Armee aus Riga am 22. Mai 1919 durch die Baltische Landeswehr und deutsche Freikorps residierte Andrievs Niedra als Ministerpräsident in einer von den alliierten Behörden, bürgerlichen Letten und dem deutschen Generalkommando eingesetzten Marionettenregierung. Nach dem Waffenstillstand von Strasdenhof am 3. Juli zogen sich die Freikorps zurück; die Regierung Niedra trat zurück.
3. Die parlamentarische Regierung Kārlis Ulmanis’ kehrte am 7. Juli infolge des Waffenstillstands von Strasdenhof nach Riga zurück. In den Tagen vom 8. bis zum 10. Oktober 1919 eroberte die Bermondt-Armee die Stadtteile links der Düna. Ihr standen in Riga nur vergleichsweise schwache lettische Einheiten gegenüber, da der größte Teil der lettischen Truppen durch den Kampf gegen die sowjetische Armee zur Befreiung Lettgallens gebunden war.[43] Dennoch konnten die lettischen Truppen dank der Unterstützung estnischer Truppen in Riga das rechte Ufer der Daugava halten. Am 11. November gelang ihnen auch die Rückeroberung der westlichen Rigaer Vorstädte.[44] Daran erinnert der Name des Boulevards zwischen Altstadt und Daugava: 11. novembra krastmala (Uferstraße des 11. November).

Der Machtbereich der jeweiligen Regierung, das heißt die Ausdehnung des Gebietes, in dem sie tatsächlich das Sagen hatte, änderte sich infolge der Kriegsereignisse ständig. Am 11. August 1920 schlossen die Republik Lettland und die Russische Sozialistische Föderative Sowjetrepublik den Frieden von Riga, der den Unabhängigkeitskrieg beendete. Am 18. März 1921 wurde in Riga der polnisch-sowjetische Friedensvertrag unterschrieben.

### Zwischenkriegszeit
Den Kriegsjahren von 1914 bis 1920 (Erster Weltkrieg und Lettischer Unabhängigkeitskrieg) folgte eine erneute Blütezeit in der Geschichte Rigas. Riga war die Hauptstadt des unabhängigen Lettland und der Sitz der Saeima, des lettischen Parlaments. In der Stadt lebten neben der lettischen Bevölkerungsmehrheit große Minderheiten: Russen, Deutsche, Juden und andere. Schon im Dezember 1919 hatte der Lettische Volksrat den Minderheiten weitgehende Rechte gesetzlich gesichert, darunter selbstverwaltete Schulen mit Unterricht in ihren jeweiligen Sprachen. Das Herder-Institut bestand von 1920 bis 1939.
1938 hatte Riga rund 385.000 Einwohner, noch etwa 45.000 von ihnen waren deutschstämmig.

### Zweiter Weltkrieg
Mit der Machtübernahme der Nationalsozialisten in Deutschland wurde Lettland nicht nur von den neu aufkeimenden hegemonialen Strömungen der Sowjetunion bedroht, die eine Angliederung des ehemals zum Russischen Reich gehörenden Territoriums forderten. Im Hitler-Stalin-Pakt vom August 1939 vereinbarten die beiden Diktatoren, dass das Baltikum in die sowjetische Einflusssphäre fallen sollte. Im Herbst 1939 wurden die Deutsch-Balten vereinbarungsgemäß in den vom Deutschen Reich eroberten polnischen Warthegau umgesiedelt. Am 17. Juni 1940 rollten sowjetische Panzer durch Rigas Straßen, die Sowjetunion machte Lettland zu einer Sowjetrepublik (Lettische Sozialistische Sowjetrepublik) und deportierte viele Letten, besonders aus dem Bildungs- und Besitzbürgertum und der politischen Elite, in das Innere der Sowjetunion. Zur Überwachung der Bevölkerung durch den NKWD wurde Riga in sechs Bezirke aufgeteilt: den Lenin-Bezirk, den Stalin-Bezirk, den Kirow-Bezirk, den Proletarier-Bezirk, den Rote-Armee-Bezirk und den Moskauer Bezirk.

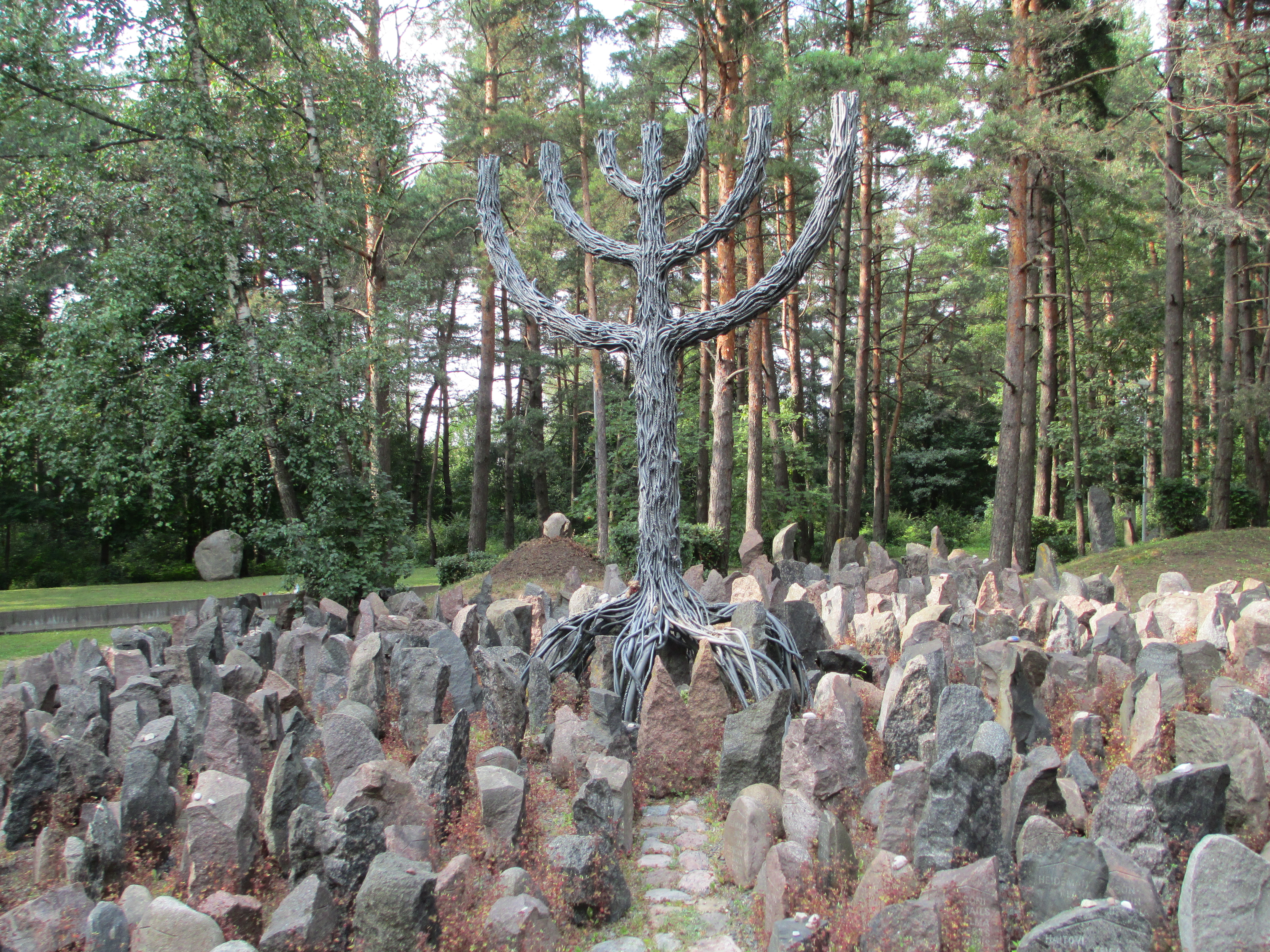
Gedenkstätte für die Opfer im Wald von Rumbula

Im Zuge des Angriffs auf die Sowjetunion (ab dem 22. Juni 1941) eroberten deutsche Truppen am 29. Juni die Stadtteile links der Daugava (Pārdaugava) und in den beiden folgenden Tagen die übrigen Stadtteile. Bevor sie die Stadt räumten, plünderten Soldaten der Roten Armee in Riga.
In der Zeit der deutschen Besatzung von 1941 bis 1944 war Riga der Verwaltungssitz des Generalkommissars für den Generalbezirk Lettland Otto-Heinrich Drechsler. Das hier befindliche Reichskommissariat Ostland, das zunächst in Kaunas errichtet worden war, veranstaltete vom 4. bis zum 19. März 1944 die Kunstausstellung Ostland-Studien deutscher Maler.
Die jüdische Bevölkerung, 1933 rund 44.000 Menschen, wurde ab Juli 1941 im Ghetto Riga interniert. Hinzu kamen deportierte Juden mit Zügen aus dem Reichsgebiet (Berlin, Düsseldorf, Hannover, Köln, Nürnberg und Wien) und aus dem KZ Theresienstadt im deutsch besetzten Protektorat Böhmen und Mähren. Weitere Gefangene gab es später im sogenannten Arbeits- und Erziehungslager Salaspils, dem Kriegsgefangenen-Stammlager 350 in Riga und dessen Zweiglager Stalag 350/Z, dem KZ Riga-Kaiserwald, im ehemaligen Villenvorort Mežaparks-Kaiserwald und dessen Außenlagern sowie dem KZ Jungfernhof im Dorf Jumpravmuiza nahe der Bahnstation Skirotava. Von 1941 bis 1944 wurden im Wald von Biķernieki bei zahlreichen Massakern etwa 20.000 Juden, 10.000 Kriegsgefangene und 5000 Widerstandskämpfer ermordet. Vom 30. November bis zum 9. Dezember 1941 wurden im Wald von Rumbula etwa 27.500 Juden ermordet.
Während der kriegerischen Auseinandersetzungen um die Rückeroberung der Stadt durch die Rote Armee (vom 13. bis zum 15. Oktober 1944) wurde die Altstadt Rigas schwer beschädigt. Lettland wurde erneut von der Sowjetunion okkupiert und Riga die Hauptstadt der Lettischen Sozialistischen Sowjetrepublik.
In Riga bestanden die drei sowjetischen Kriegsgefangenenlager 277, 317 und 350 für deutsche Kriegsgefangene des Zweiten Weltkriegs. Schwer Erkrankte wurden in den Kriegsgefangenenhospitälern 3338 und 4379 untergebracht.

### Wiederherstellung der Unabhängigkeit
Ermutigt durch Perestroika und Glasnost erklärte der Oberste Sowjet der Lettischen Sozialistischen Sowjetrepublik (der sich als Saeima, als lettisches Parlament, konstituierte) 1990 die Wiederherstellung der Unabhängigkeit von der Sowjetunion. Daraufhin ließ der damalige Generalsekretär des Zentralkomitees der KPdSU und Präsident der Sowjetunion, Michail Gorbatschow, das Parlamentsgebäude in Riga durch sowjetische Militäreinheiten besetzen. Doch erkannte die Sowjetunion am 21. August 1991 die Unabhängigkeit Lettlands an. Riga wurde erneut die Hauptstadt eines souveränen lettischen Staates. Zum 31. Dezember 1991 löste sich die Sowjetunion auf.

## Bevölkerung
Die beiden größten Bevölkerungsgruppen in der Stadt sind Letten und Russen: Der Volkszählung im Jahre 2011 zufolge beträgt der Anteil der Letten an der Stadtbevölkerung 46,3 %, Russen bilden 40,2 %, Belarussen 3,8 %, Ukrainer 3,4 %, Polen 1,8 % und Angehörige anderer Volksgruppen 4,5 %. Bei einem nationalen Volksentscheid im Februar 2012 wurde die Einführung des Russischen als zweite Amtssprache von 74,8 % der Wähler abgelehnt.

### Bevölkerungsentwicklung
Bis 2024 war Riga mit damals 607.222 Einwohnern (Stand: 1. Januar 2024) die bevölkerungsreichste Stadt der baltischen Staaten vor Vilnius mit damals 604.806 Einwohnern; 2025 überholte Vilnius Riga.
Die Einwohnerzahl Riga ging seit 1990 stetig zurück  und fällt weiter. Die Gründe dafür sind:
- die Abwanderung vor allem junger Familien in die Umlandgemeinden, zumal nach Mārupe, Jaunmārupe, Salaspils, Ķekava und Olaine, wo Bauland erschwinglich ist.
- die Übersiedlung von Angehörigen aller Volksgruppen nach Westeuropa; die Rückwanderung von Russen nach Russland fällt demgegenüber kaum ins Gewicht.
- die niedrige Geburtenziffer: Bereits in der Lettischen Sozialistischen Sowjetrepublik zählte deren Geburtenrate zu den niedrigsten aller Unionsrepubliken.

| Riga: Einwohnerzahlen von 1767 bis 2025 | Riga: Einwohnerzahlen von 1767 bis 2025 | Riga: Einwohnerzahlen von 1767 bis 2025 | Riga: Einwohnerzahlen von 1767 bis 2025 | Riga: Einwohnerzahlen von 1767 bis 2025 |
| --------------------------------------- | --------------------------------------- | --------------------------------------- | --------------------------------------- | --------------------------------------- |
| Jahr                                    |                                         |                                         |                                         | Einwohner                               |
| 1767                                    | 1767                                    |                                         | 19.500                                  | 19.500                                  |
| 1800                                    | 1800                                    |                                         | 29.500                                  | 29.500                                  |
| 1840                                    | 1840                                    |                                         | 60.000                                  | 60.000                                  |
| 1867                                    | 1867                                    |                                         | 102.590                                 | 102.590                                 |
| 1881                                    | 1881                                    |                                         | 169.329                                 | 169.329                                 |
| 1897                                    | 1897                                    |                                         | 255.879                                 | 255.879                                 |
| 1913                                    | 1913                                    |                                         | 472.068                                 | 472.068                                 |
| 1920                                    | 1920                                    |                                         | 185.100                                 | 185.100                                 |
| 1930                                    | 1930                                    |                                         | 377.900                                 | 377.900                                 |
| 1940                                    | 1940                                    |                                         | 353.800                                 | 353.800                                 |
| 1941                                    | 1941                                    |                                         | 335.200                                 | 335.200                                 |
| 1945                                    | 1945                                    |                                         | 228.200                                 | 228.200                                 |
| 1950                                    | 1950                                    |                                         | 482.300                                 | 482.300                                 |
| 1955                                    | 1955                                    |                                         | 566.900                                 | 566.900                                 |
| 1959                                    | 1959                                    |                                         | 580.400                                 | 580.400                                 |
| 1965                                    | 1965                                    |                                         | 665.200                                 | 665.200                                 |
| 1970                                    | 1970                                    |                                         | 731.800                                 | 731.800                                 |
| 1975                                    | 1975                                    |                                         | 795.600                                 | 795.600                                 |
| 1980                                    | 1980                                    |                                         | 835.985                                 | 835.985                                 |
| 1985                                    | 1985                                    |                                         | 873.532                                 | 873.532                                 |
| 1990                                    | 1990                                    |                                         | 909.135                                 | 909.135                                 |
| 1991                                    | 1991                                    |                                         | 900.455                                 | 900.455                                 |
| 1992                                    | 1992                                    |                                         | 889.741                                 | 889.741                                 |
| 1993                                    | 1993                                    |                                         | 863.657                                 | 863.657                                 |
| 1994                                    | 1994                                    |                                         | 843.552                                 | 843.552                                 |
| 1995                                    | 1995                                    |                                         | 824.988                                 | 824.988                                 |
| 1996                                    | 1996                                    |                                         | 810.172                                 | 810.172                                 |
| 1997                                    | 1997                                    |                                         | 797.947                                 | 797.947                                 |
| 1998                                    | 1998                                    |                                         | 786.612                                 | 786.612                                 |
| 1999                                    | 1999                                    |                                         | 776.008                                 | 776.008                                 |
| 2000                                    | 2000                                    |                                         | 766.381                                 | 766.381                                 |
| 2001                                    | 2001                                    |                                         | 753.006                                 | 753.006                                 |
| 2002                                    | 2002                                    |                                         | 738.596                                 | 738.596                                 |
| 2003                                    | 2003                                    |                                         | 729.218                                 | 729.218                                 |
| 2004                                    | 2004                                    |                                         | 721.640                                 | 721.640                                 |
| 2005                                    | 2005                                    |                                         | 712.262                                 | 712.262                                 |
| 2006                                    | 2006                                    |                                         | 706.617                                 | 706.617                                 |
| 2007                                    | 2007                                    |                                         | 702.561                                 | 702.561                                 |
| 2008                                    | 2008                                    |                                         | 697.272                                 | 697.272                                 |
| 2009                                    | 2009                                    |                                         | 687.443                                 | 687.443                                 |
| 2010                                    | 2010                                    |                                         | 673.433                                 | 673.433                                 |
| 2011                                    | 2011                                    |                                         | 659.418                                 | 659.418                                 |
| 2012                                    | 2012                                    |                                         | 649.853                                 | 649.853                                 |
| 2013                                    | 2013                                    |                                         | 643.615                                 | 643.615                                 |
| 2014                                    | 2014                                    |                                         | 643.368                                 | 643.368                                 |
| 2015                                    | 2015                                    |                                         | 641.007                                 | 641.007                                 |
| 2016                                    | 2016                                    |                                         | 639.630                                 | 639.630                                 |
| 2017                                    | 2017                                    |                                         | 641.423                                 | 641.423                                 |
| 2018                                    | 2018                                    |                                         | 637.971                                 | 637.971                                 |
| 2019                                    | 2019                                    |                                         | 632.614                                 | 632.614                                 |
| 2020                                    | 2020                                    |                                         | 621.120                                 | 621.120                                 |
| 2021                                    | 2021                                    |                                         | 614.618                                 | 614.618                                 |
| 2022                                    | 2022                                    |                                         | 605.802                                 | 605.802                                 |
| 2023                                    | 2023                                    |                                         | 607.222                                 | 607.222                                 |
| 2024                                    | 2024                                    |                                         | 598.790                                 | 598.790                                 |
| 2025                                    | 2025                                    |                                         | 591.882                                 | 591.882                                 |
| Quelle(n):                              |                                         |                                         |                                         |                                         |

### Sprachen

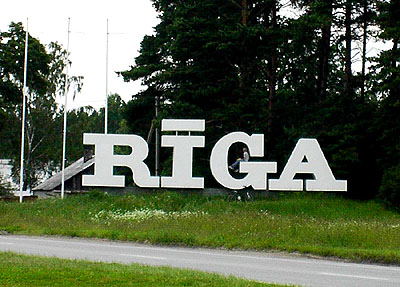
Willkommensschild „RĪGA“

Für die Jahre von 1867 bis 1930 ergibt sich die Zusammensetzung der Rigaer Einwohner nach ihrer Mutter- oder Umgangssprache aus nachstehender Tabelle:
| Sprache     | 1867            | 1881            | 1897             | 1913             | 1930              |
| ----------- | --------------- | --------------- | ---------------- | ---------------- | ----------------- |
| Deutsch     | 43.980 (42,9 %) | 66.775 (39,4 %) | 65.332 (25,5 %)  | 78.656 (16,7 %)  | 44.105 (11,67 %)  |
| Lettisch    | 24.199 (23,6 %) | 49.974 (29,5 %) | 106.541 (41,6 %) | 187.135 (39,6 %) | 227.842 (60,29 %) |
| Russisch    | 25.772 (25,1 %) | 31.976 (18,9 %) | 43.338 (16,9 %)  | 99.985 (21,2 %)  | 29.696 (07,86 %)  |
| Jiddisch    | 5.254 (05,1 %)  | 14.222 (08,4 %) | 16.521 (06,5 %)  | 21.231 (04,5 %)  | 42.328 (11,20 %)  |
| Estnisch    | 872 (00,9 %)    | 1.565 (00,9 %)  | 3.532 (01,4 %)   | 6.721 (01,4 %)   | 2.443 (00,65 %)   |
| Polnisch    | …               | …               | 12.869 (05,0 %)  | 35.621 (07,5 %)  | 16.574 (04,39 %)  |
| Litauisch   | …               | …               | 5.853 (02,3 %)   | 25.824 (05,5 %)  | 6.817 (01,80 %)   |
| Sonstige*   | 2.513 (02,4 %)  | 4.048 (02,4 %)  | 1.772 (00,7 %)   | 16.895 (03,6 %)  | 8.112 (02,14 %)   |
| ohne Angabe | …               | 769 (00,5 %)    | 130 (00,1 %)     | …                | …                 |
| Gesamt      | 102.590 (100 %) | 169.329 (100 %) | 255.879 (100 %)  | 472.068 (100 %)  | 377.917 (100 %)   |

* Die Angabe für 1881 enthält hier auch die polnisch- und litauischsprachigen Einwohner

## Politik und Verwaltung

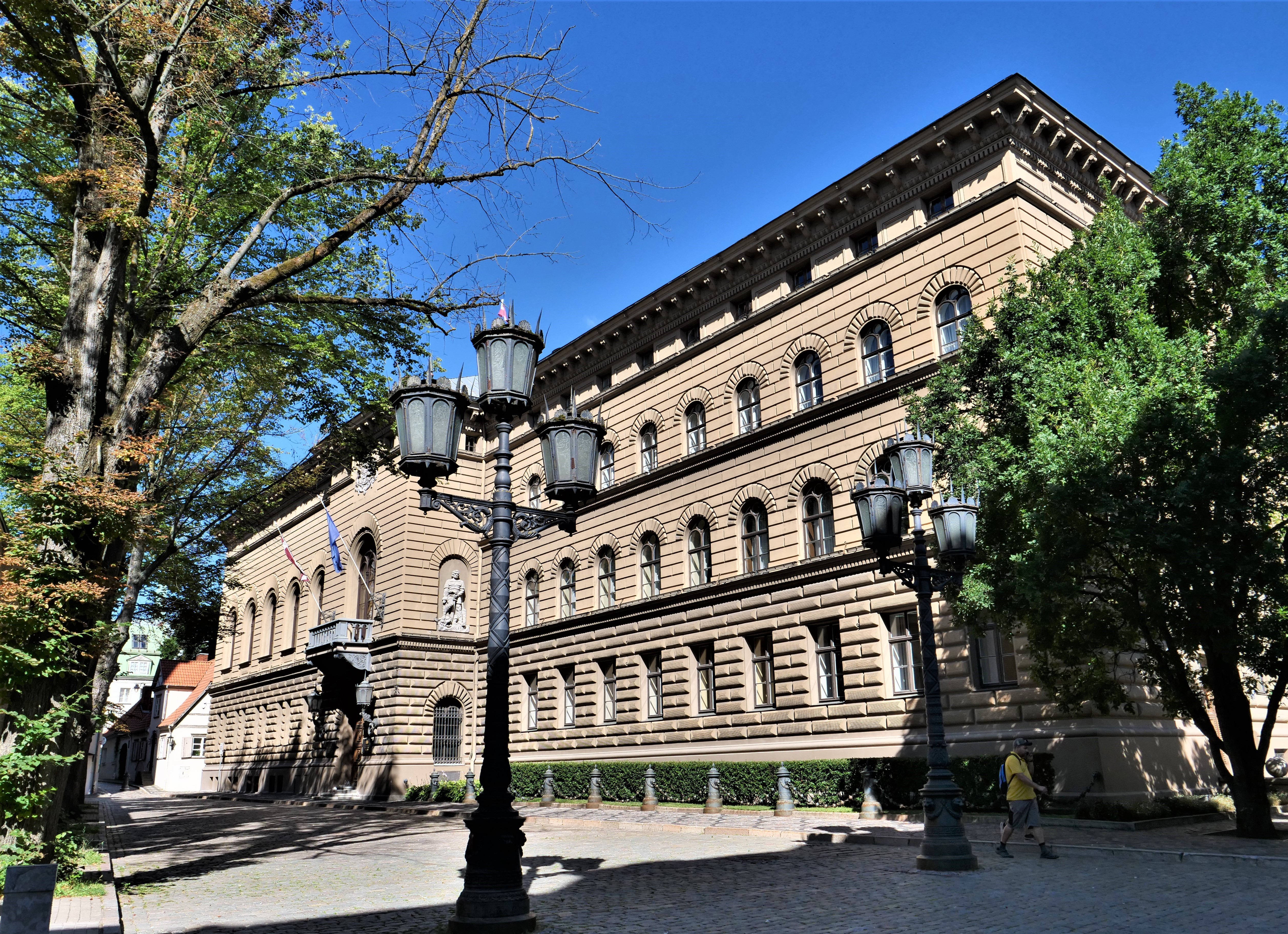
Die Saeima, das lettische Parlament

Die Stadt ist Sitz des Präsidenten, des Parlamentes (Saeima), der Ministerien, des Obersten Gerichtshofes (Latvijas Republikas Augstākā tiesa) sowie zahlreicher diplomatischer Vertretungen.

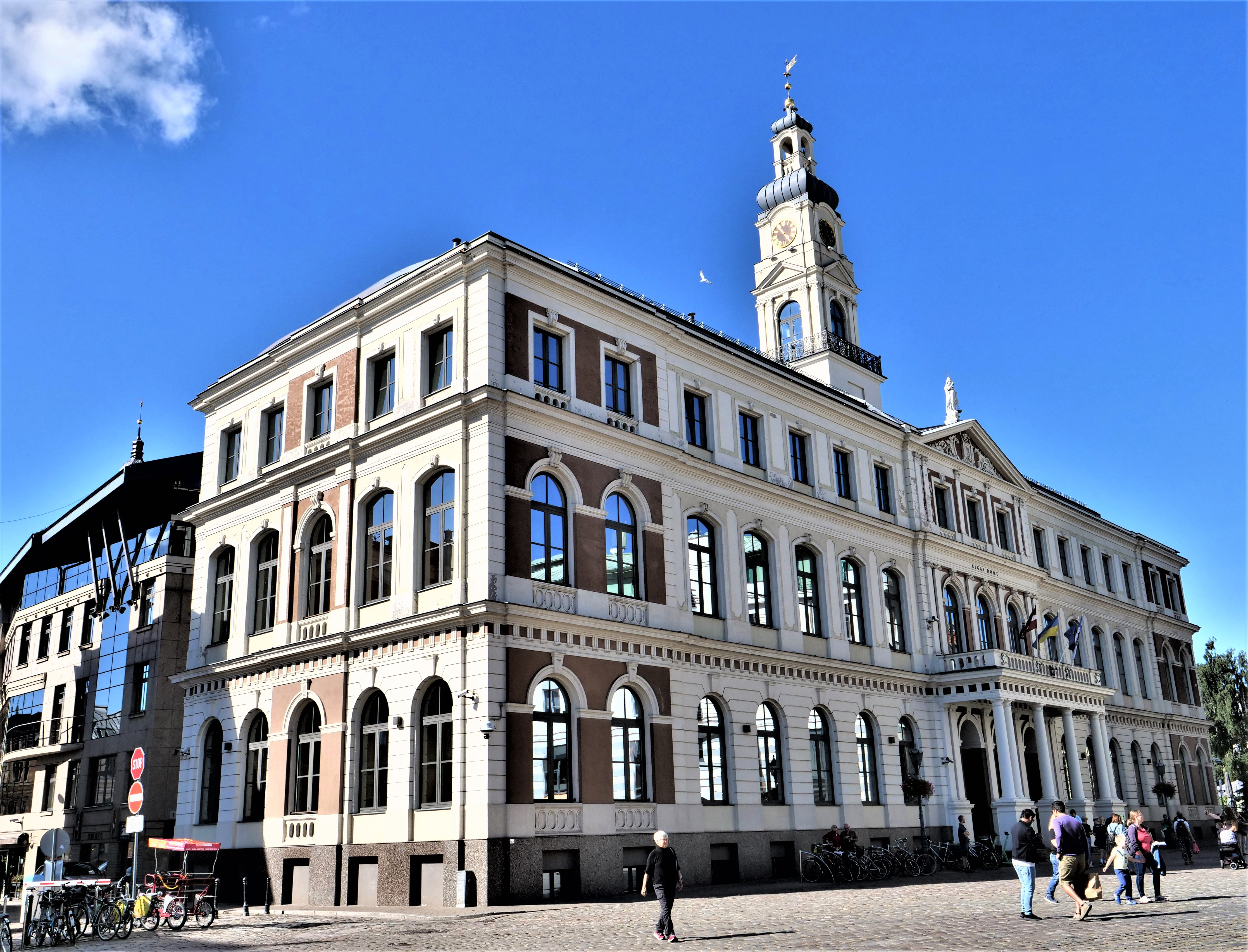
Rathaus

Die Stadtverwaltung hat ihren Sitz im Rathaus am Rathausplatz (Ratslaukums) in der Altstadt. Der Stadtrat hat 60 Mitglieder, die alle vier Jahre neu gewählt werden und den Ratsvorsitzenden und damit den Bürgermeister aus ihren Reihen wählen. Mit Nils Ušakovs wurde 2009 erstmals im unabhängigen Lettland ein ethnischer Russe zum Bürgermeister gewählt. Von 2020 bis Juli 2023 war Mārtiņš Staķis Bürgermeister von Riga. Seit dem 17. August 2023 ist Vilnis Kirsis Bürgermeister von Riga. Das Ratspräsidium besteht aus Mitgliedern aller Ratsfraktionen und dem Bürgermeister. Öffentliche Sitzungen finden meist einmal im Monat statt.

### Symbole

#### Wappen

Flagge Rigas

| Großes Wappen der Stadt Riga | Blasonierung: „Das Rigaer Wappen zeigt in der am 31. Oktober 1925 angenommenen Form auf silbernem Schild eine Mauer mit zwei äußeren Türmen aus roten Steinen und [heraldisch] geöffnetem Tor mit geöffnetem Gatter, darin ein goldener Löwenkopf, zwischen den Türmen zwei gekreuzte, schwarze Schlüssel, darüber ein schwebendes goldenes Kreuz, darüber noch eine goldene Krone. Schildhalter sind zwei goldene, rot bezungte Löwen mit vom Schild gekehrten Köpfen, stehend auf einem grauen Postament.“ |
| Großes Wappen der Stadt Riga | Wappenbegründung: Mauer und Türme symbolisieren die Stadtrechte, der Löwe die Wehrhaftigkeit der Stadt, die Schlüssel das Patronat des Petrus, das Kreuz den Deutschen Orden. Über den Schlüsseln des Petrus schwebt eine goldene Krone, die die Krone des schwedischen Königs darstellt. |

#### Flagge
Die Flagge von 1937 zeigt das Wappen mittig auf zwei horizontalen, hellblau-weißen Streifen.

### Partnerstädte

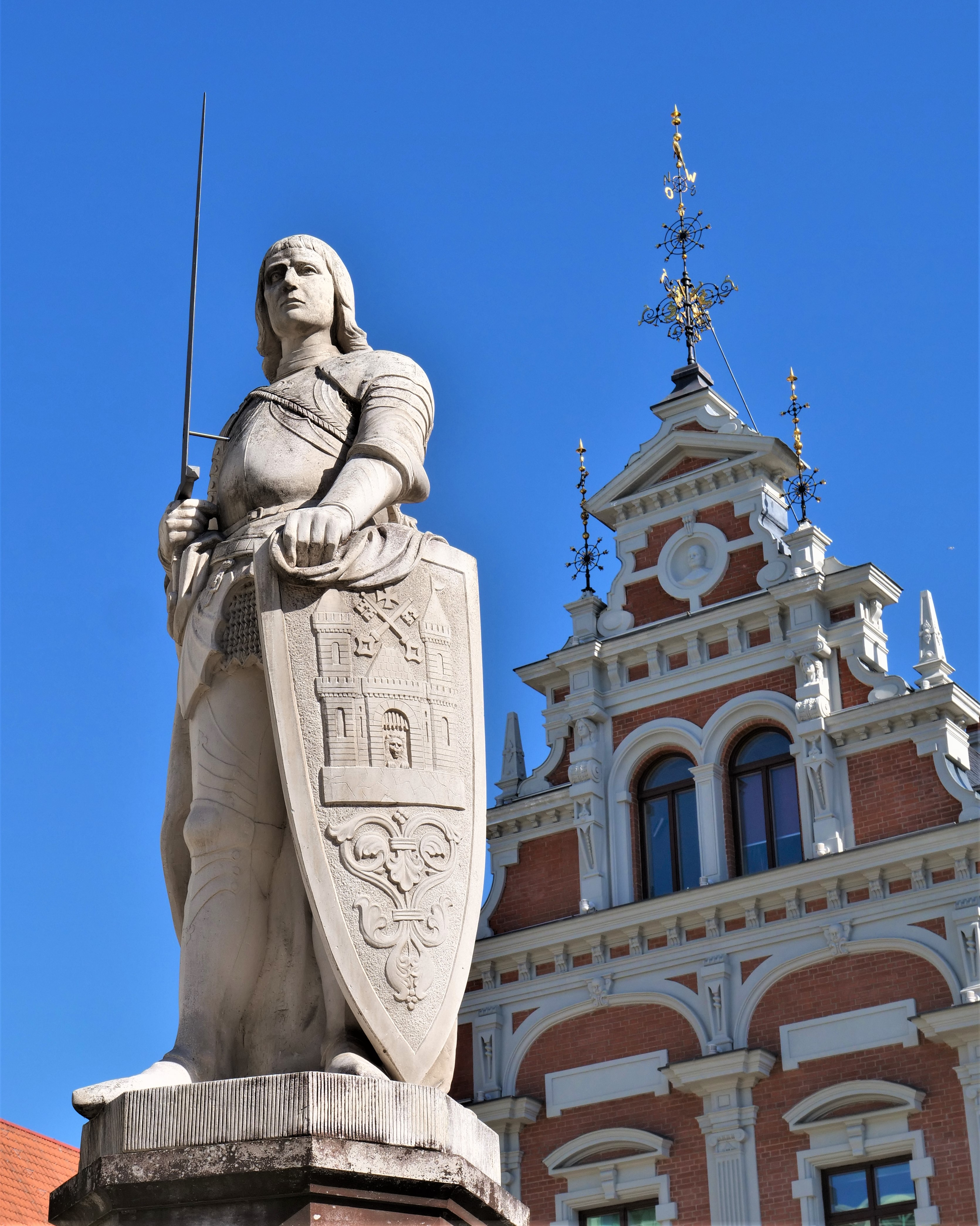
Roland vor dem Schwarzhäupterhaus in Riga

Die erste Partnerschaft Rigas wurde 1964 mit der finnischen Stadt Pori geschlossen. Erste außereuropäische Partnerstadt ist seit 1974 das japanische Kōbe. Mit Rostock (1974) und Bremen (1985) wurden zwei ehemalige deutsche Hansestädte Partner Rigas. Die Partnerschaftsabkommen mit beiden Städten wurden 1991 beziehungsweise 1992 erneuert.
Die Partnerstädte von Riga sind (Stand 2023):
- Pori (Finnland, seit 1964)
- Rostock (Deutschland, seit 1974)
- Kōbe (Japan, seit 1974)
- Bremen (Deutschland, seit dem 15. Februar 1985)
- Norrköping (Schweden, seit 1988)
- Cairns (Australien, seit 1990)
- Dallas (Vereinigte Staaten, seit 1990)
- Aalborg (Dänemark, seit dem 12. Oktober 1990)
- Bordeaux (Frankreich, seit dem 2. Juli 1993)
- Santiago de Chile (Chile, seit 1997)
- Suzhou (Volksrepublik China, seit dem 22. September 1997)
- Stockholm (Schweden, seit 1998)
- Kiew (Ukraine, seit dem 29. Mai 1998)
- Almaty (Kasachstan, seit dem 22. Oktober 1998)
- Astana (Kasachstan, seit dem 23. Oktober 1998)
- Taipeh (Republik China (Taiwan), seit dem 6. August 2001)
- Warschau (Polen, seit dem 18. Mai 2002)
- Florenz (Italien, seit dem 25. März 2004)
- Peking (Volksrepublik China, seit dem 15. April 2004)
- Taschkent (Usbekistan, seit dem 7. Juli 2004)
- Tallinn (Estland, seit dem 18. Februar 2005)
- Vilnius (Litauen, seit dem 18. Februar 2005)
- Tartu (Estland, seit dem 14. März 2005)
- Tiflis (Georgien, seit dem 3. April 2007)
- Jerewan (Armenien, seit dem 5. Juli 2013)

## Stadtbild und Architektur
Die Innenstadt Rigas wurde 1997 zur Liste des UNESCO-Weltkulturerbe hinzugefügt, wegen des „außergewöhnlichen universellen Wertes“ aufgrund der weltweit einzigartigen Qualität und Quantität der Jugendstilarchitektur bei relativ intakt gebliebenem historischen Stadtgefüge und wegen der Holzarchitektur aus dem 19. Jahrhundert.

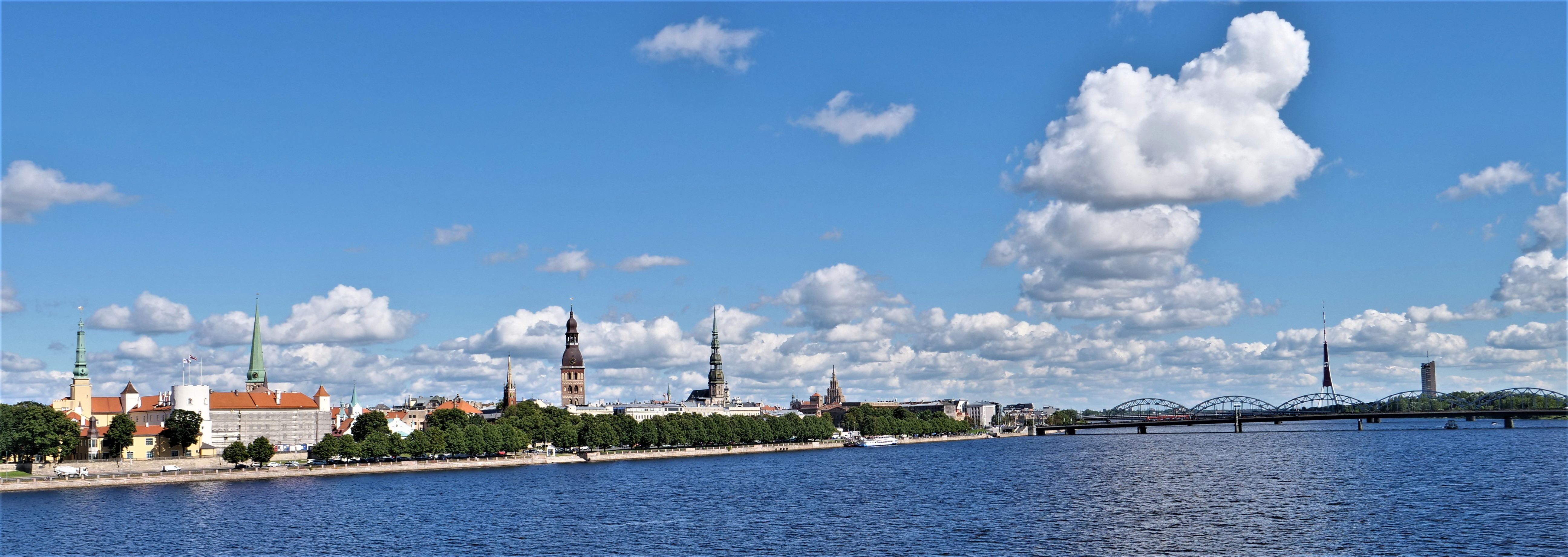
Rigaer Altstadtsilhouette, im Vordergrund die Düna, rechts die flache Akmens Tilts, die Straßenbrücke in die Altstadt, dahinter die Bögen der Eisenbahnbrücke (Riga) über die Düna, dahinter der Fernsehturm

Durch die Pläne für die weitere städtebauliche Entwicklung am linken Dünaufer, besonders der Insel Ķīpsala, besteht die Gefahr, dass Riga auf die Rote Liste des gefährdeten Welterbes gesetzt wird. Konkret sehen die Experten von UNESCO und ICOMOS durch die Errichtung von Hochhäusern die visuelle Integrität des Stadtbildes gefährdet. Die Stadtverwaltung wurde aufgefordert, die Pläne zu überarbeiten. Allgemein wird anerkannt, dass sich Verwaltung, Management und Konservierung der Welterbestätte verbessern.
Das städtebauliche Muster Rigas umfasst den mittelalterlichen Kern, einen Halbkreis von Boulevards um die Altstadt herum und die Neustadt mit ihren regelmäßig angelegten Straßenzügen. Alle Bereiche konnten sich ihre Authentizität und den architektonischen Charakter erhalten.

### Altstadt

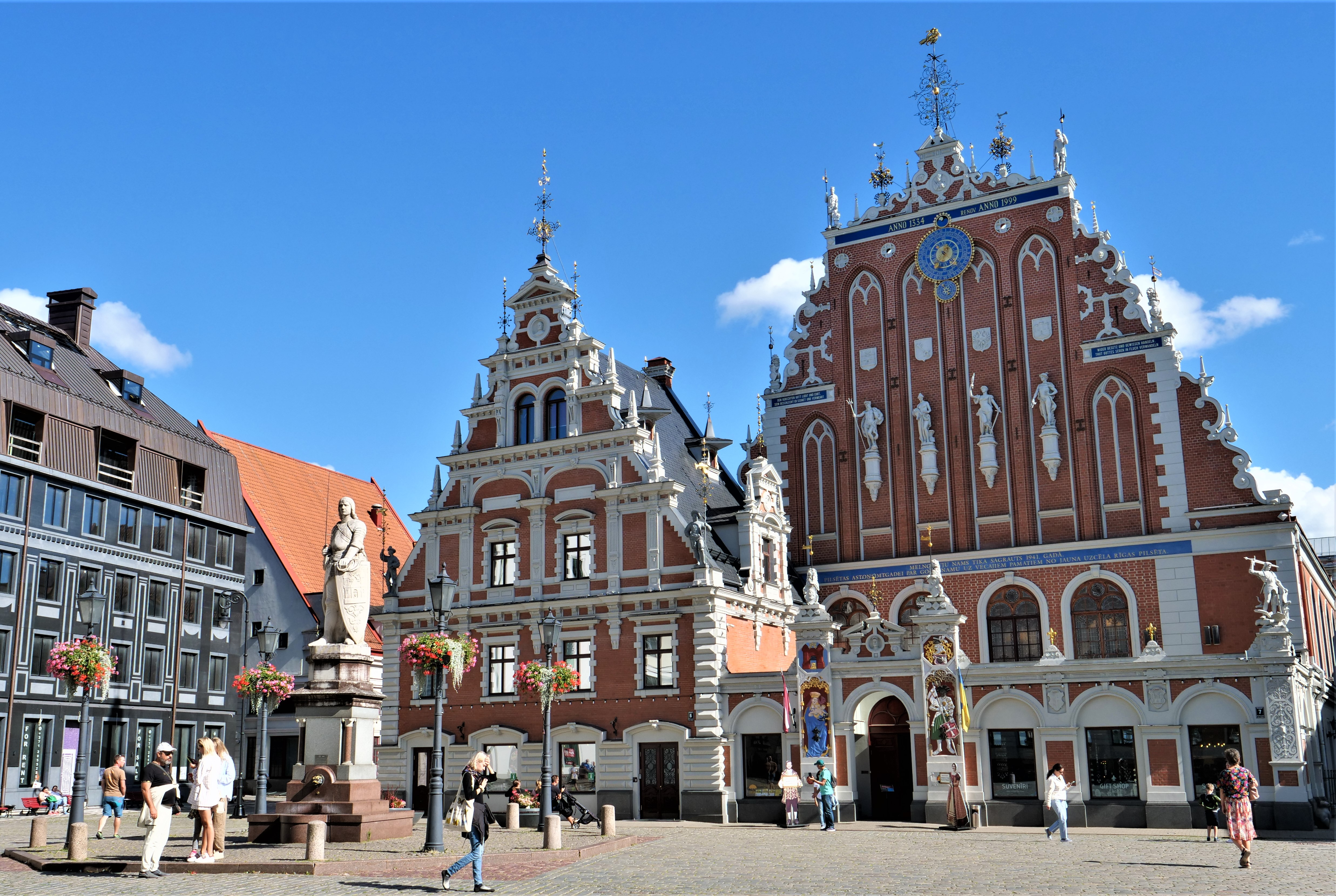
Schwarzhäupterhaus

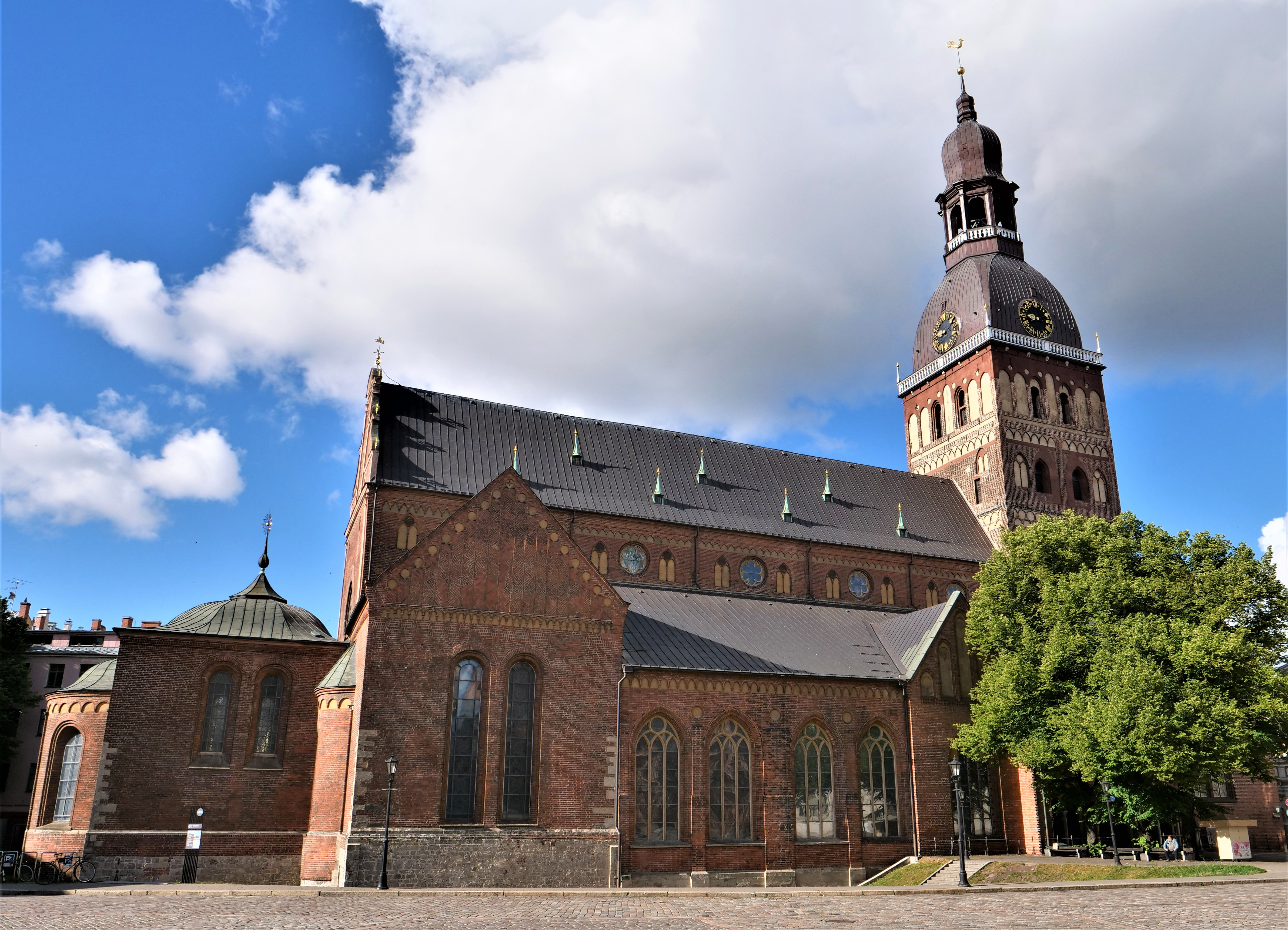
Dom zu Riga

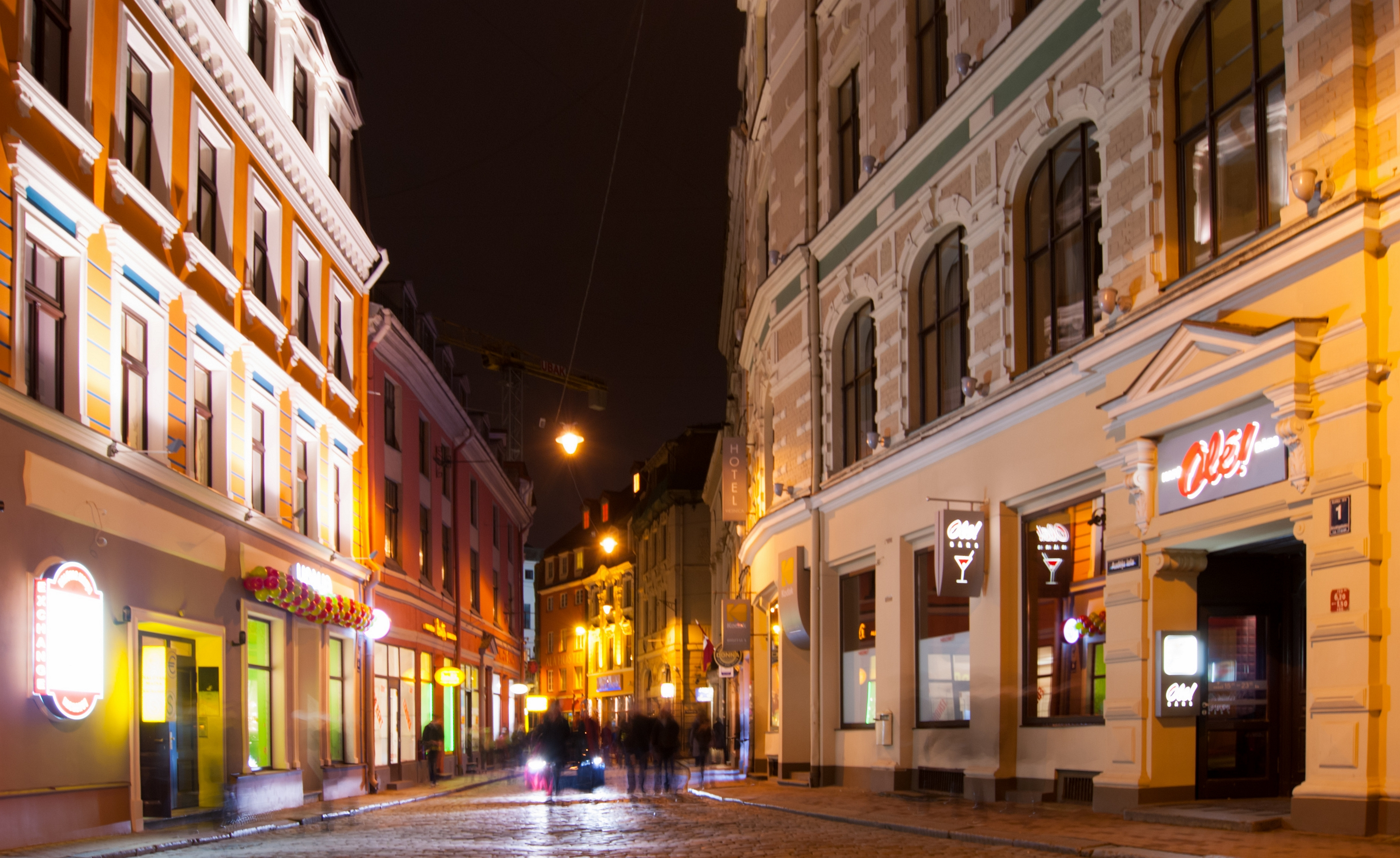
Die Rigaer Altstadt bei Nacht

Die Altstadt (lettisch Vecrīga) ist das historische und geographische Zentrum Rigas am rechten Ufer der Düna gelegen und hat sich ihren Festungscharakter trotz der Schleifung der Befestigungsanlagen und Wälle zwischen 1857 und 1863 bewahren können. Die nach dem Abriss der Rigaer Stadtmauer entstandenen Freiflächen wurden zu einem Stadtpark mit dem Stadtkanal (Pilsētas kanāls) umgestaltet, der heute die Altstadt von der Neustadt trennt.
Zentrum der Altstadt ist der Marktplatz (heute Rātslaukums), an dem sich das Rathaus Riga (Rīgas rātsnams) sowie das Schwarzhäupterhaus (Melngalvju nams) befinden. Letzteres wurde 1999 wiedererrichtet, nachdem es im Krieg zerstört und die Ruine anschließend von den Sowjets gesprengt worden war. Der gotische Ursprungsbau mit der Fassade im Stil der niederländischen Renaissance stammte von 1334 und diente ab 1477 der kaufmännischen Vereinigung der Schwarzhäupter als Versammlungsort. Auf dem Platz vor dem Gebäude steht eine Rolandstatue.
Den Grundstein des Doms (Rīgas Doms) ließ 1211 Bischof Albert von Buxthoeven legen. Die Seitenschiffe wurden im 14. und 15. Jahrhundert angebaut. Nach mehrfachen Zerstörungen beträgt die Höhe des Turmes seit 1776 90 Meter, die Höhe des um 1590 erbauten Holzturmes hatte 140 Meter betragen. Die Ende des 19. Jahrhunderts erbaute Orgel zählt zu den größten und besten Orgeln der Welt. Die Türme der 1209 erstmals erwähnten Petrikirche (Rīgas Svētā Pētera baznīca) wurden mehrfach zerstört, zuletzt im Zweiten Weltkrieg. Die 1225 erstmals erwähnte Jakobskirche (Rīgas Svētā Jēkaba katedrāle) mit ihrem 80 Meter hohen Turm ist die katholische Kathedrale Rigas. Sie wurde 1582 vom polnischen König gekauft und den Jesuiten übergeben.
Das Rigaer Schloss (Rīgas pils) ist der Amtssitz des Staatspräsidenten. Es wurde ab 1330 als Festung des Schwertbrüderordens errichtet.
In einem 1867 im Stile eines florentinischen Palastes errichteten Bau befindet sich seit der Unabhängigkeit die Saeima, das Parlament Lettlands. Mit dem Pulverturm (Pulvertornis) von 1650 existiert noch ein Überrest der ehemaligen Stadtbefestigung. Weitere historische Denkmäler sind das 1852 geschaffene Gebäude der Rigaer Börse, der Konventhof (Konventa sēta) mit Ursprüngen im 13. Jahrhundert, das zwischen dem 15. und 17. Jahrhundert errichtete Gebäudeensemble der Drei Brüder, das Schwedentor (Zviedru vārti), die Gebäude der Kleinen (Mazā Ģilde) und Großen Gilde (Lielā Ģilde), das Mentzendorffhaus (Mencendorfa nams) von 1695 oder das Dannensternhaus (Dannenšterna nams).
Zwischen Alt- und Neustadt befindet sich seit 1935 das von Kārlis Zāle geschaffene Freiheitsdenkmal (Brīvības piemineklis) mit einer weiblichen Allegorie der Freiheit auf dem 19 Meter hohen Obelisk und Flachreliefs an den Seiten, die historische Ereignisse darstellen. Die drei Sterne in Händen der Figur stellen die drei Landesteile Lettlands dar, nämlich Lettgallen, Livland und Kurland.

### Neustadt und Vorstädte

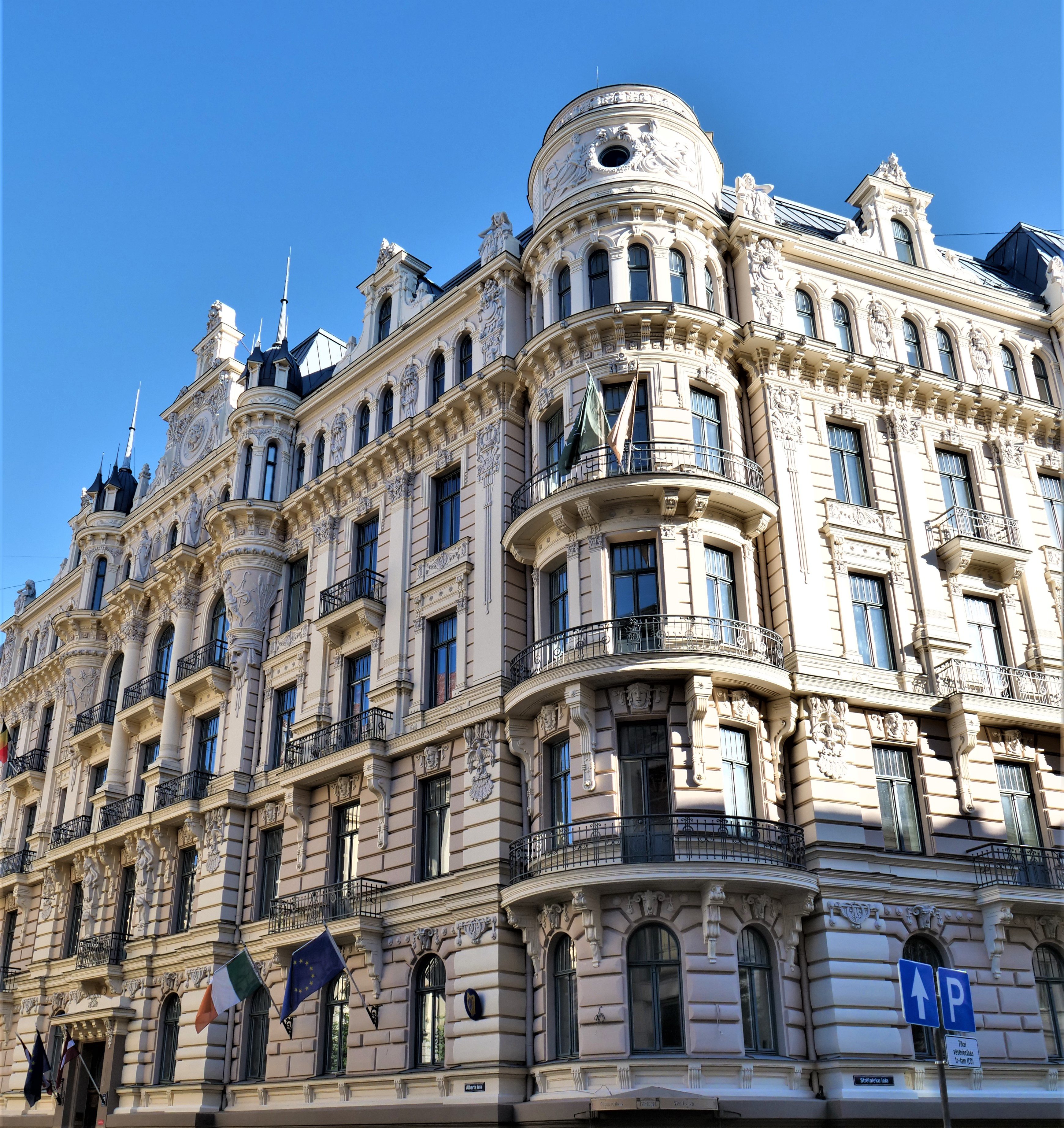
Jugendstil-Eckhaus
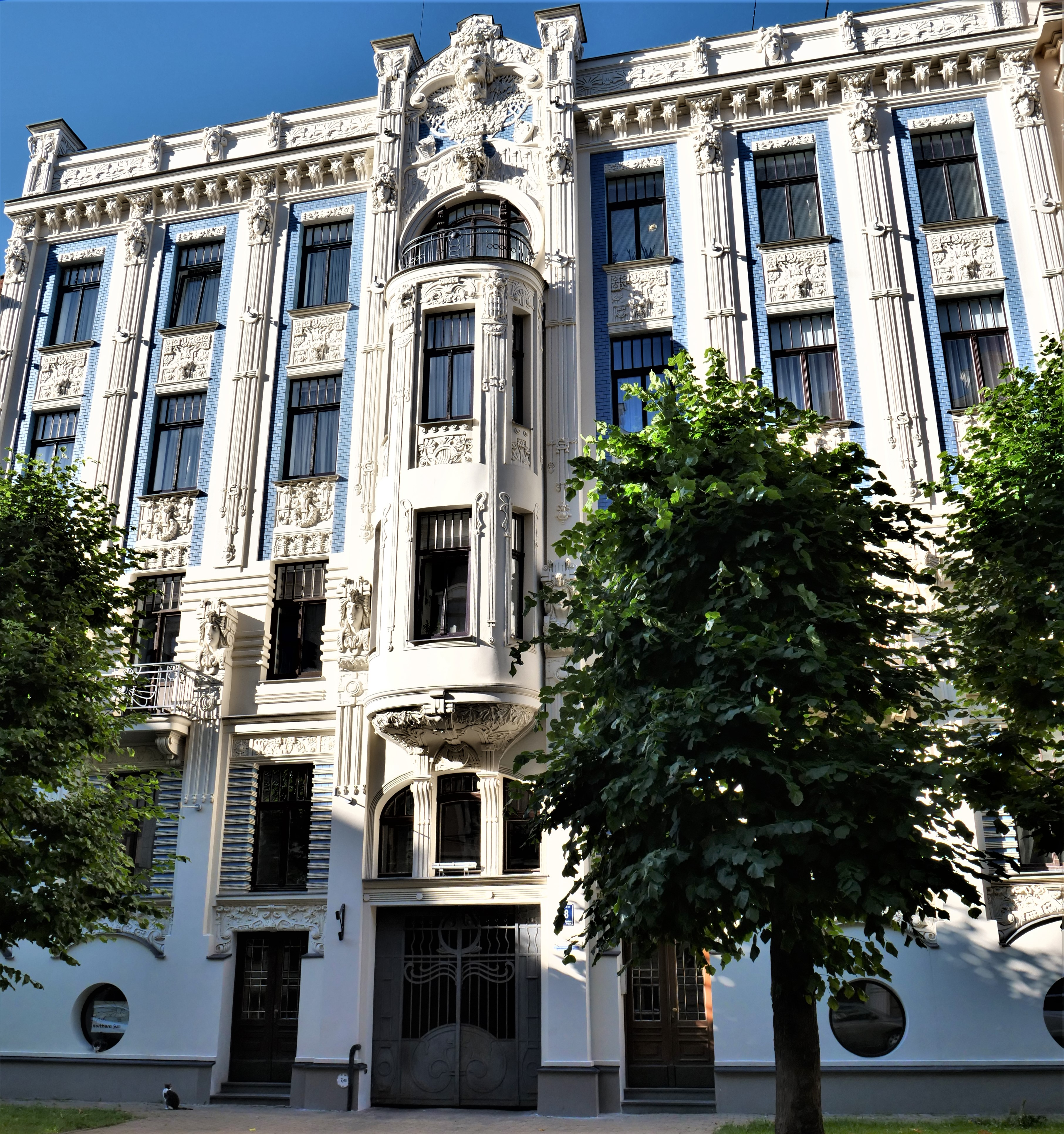
Jugendstil-Fassade
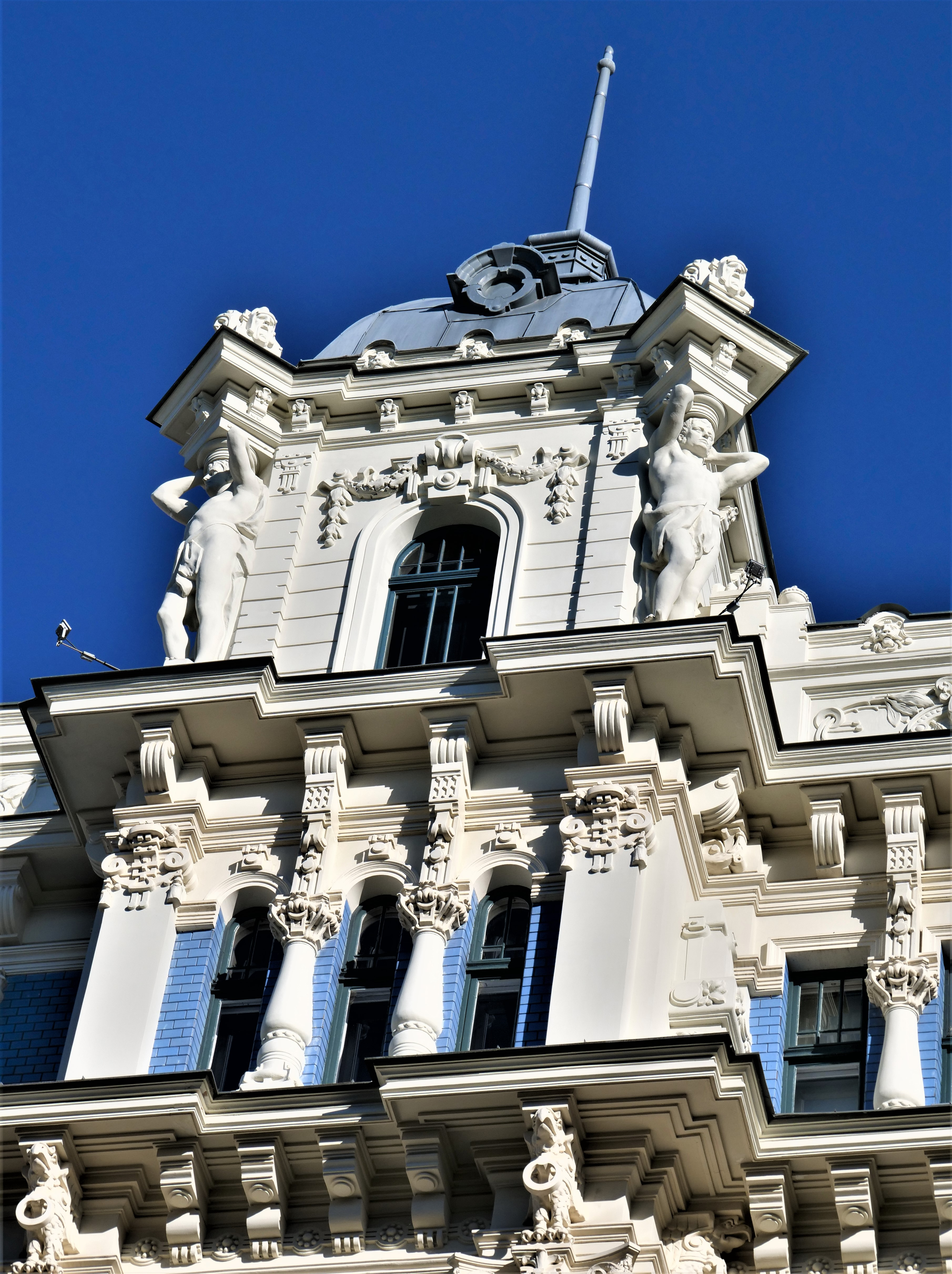
Fassadenaufsatz
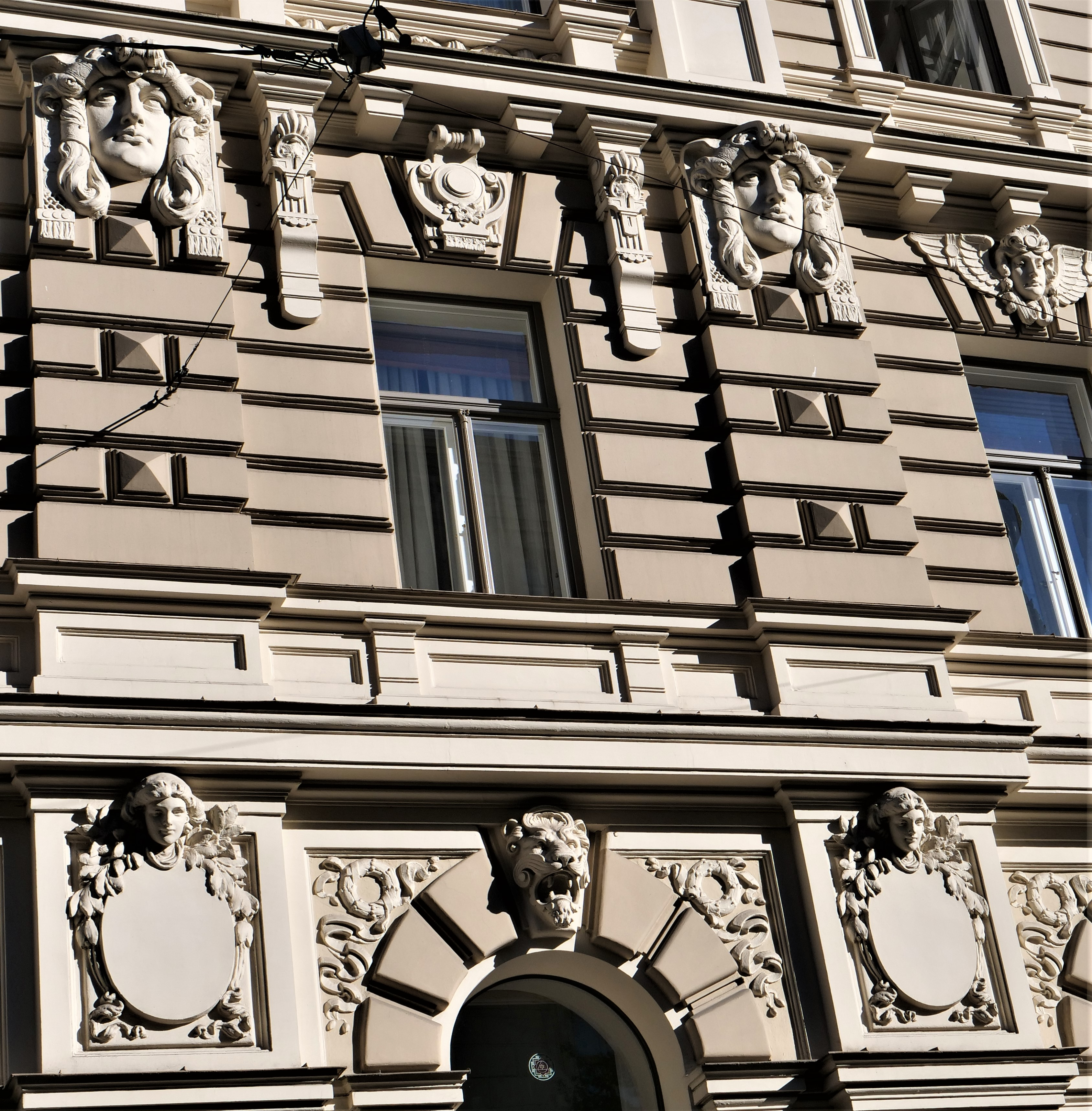
Fassadendetails
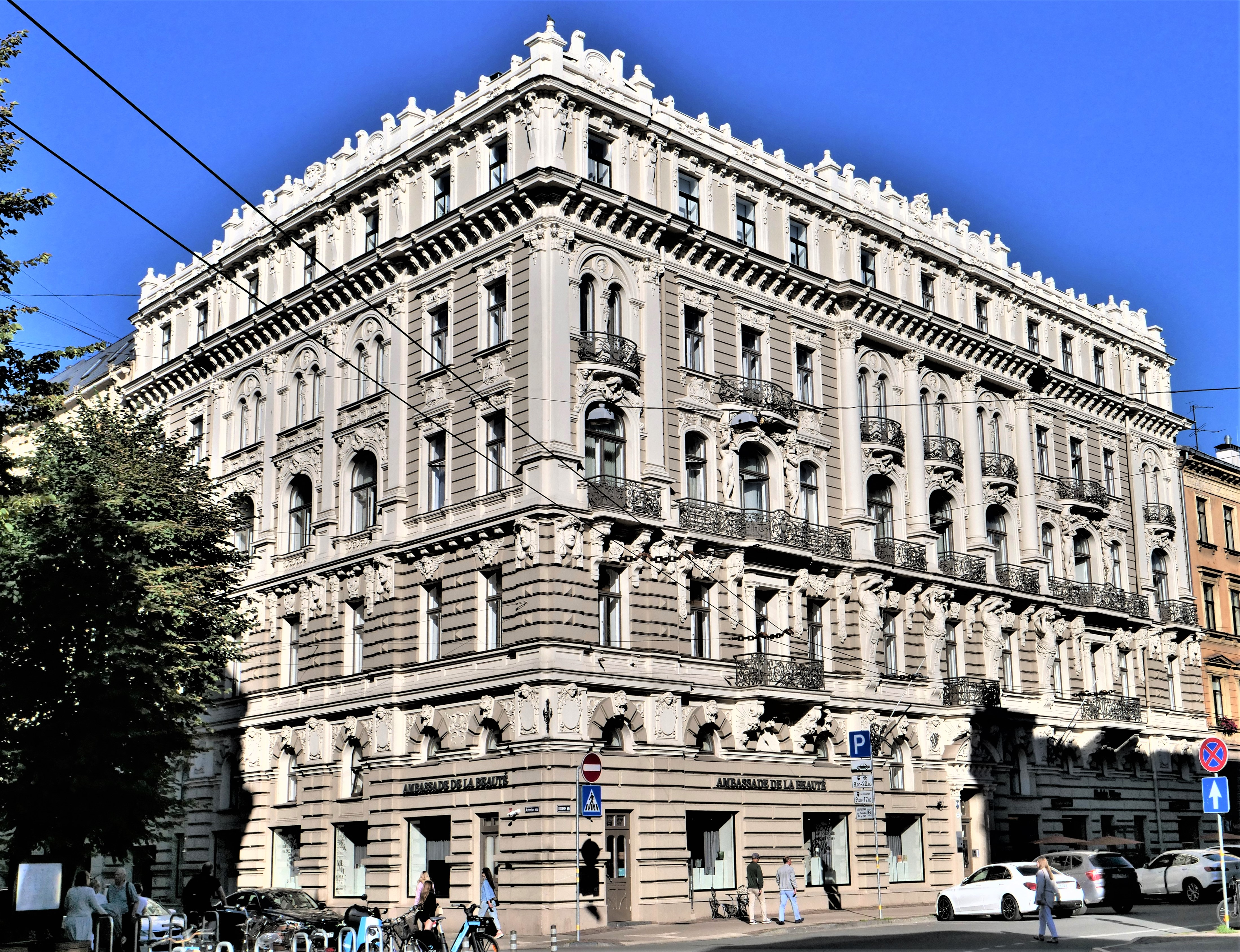
Ambassade de la Beauté
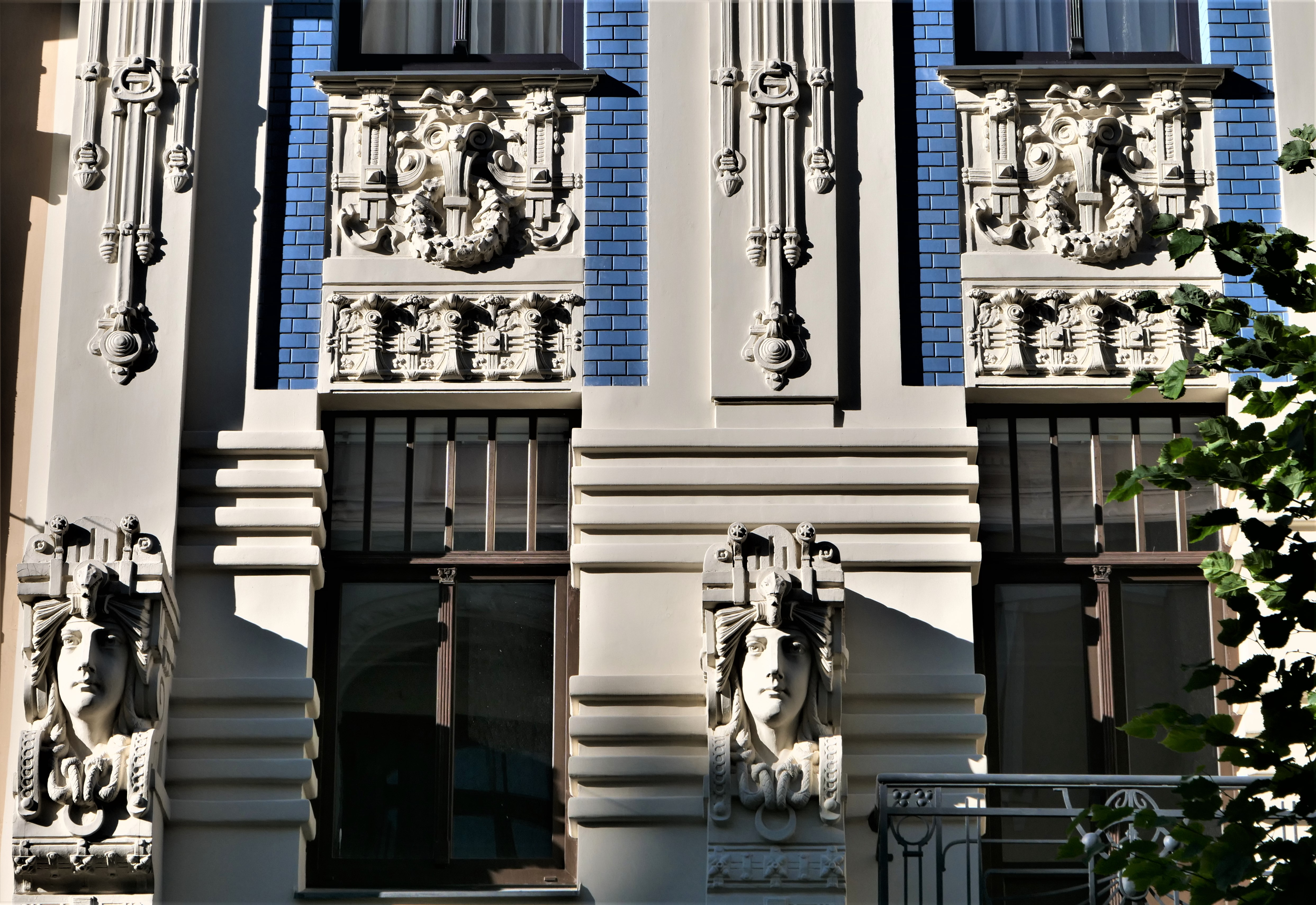
Fassadenschmuck
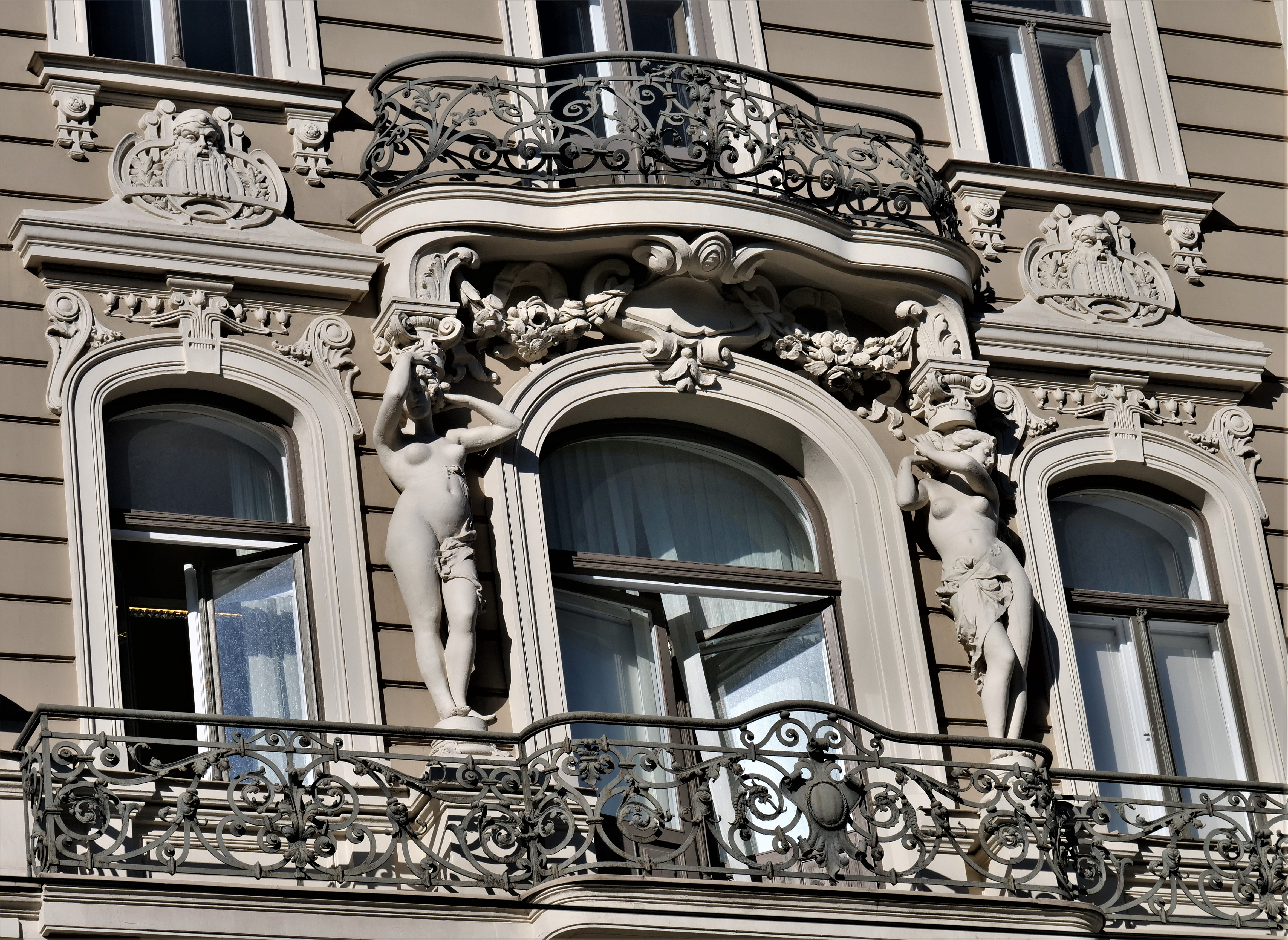
Weibliche Motive (Karyatiden)
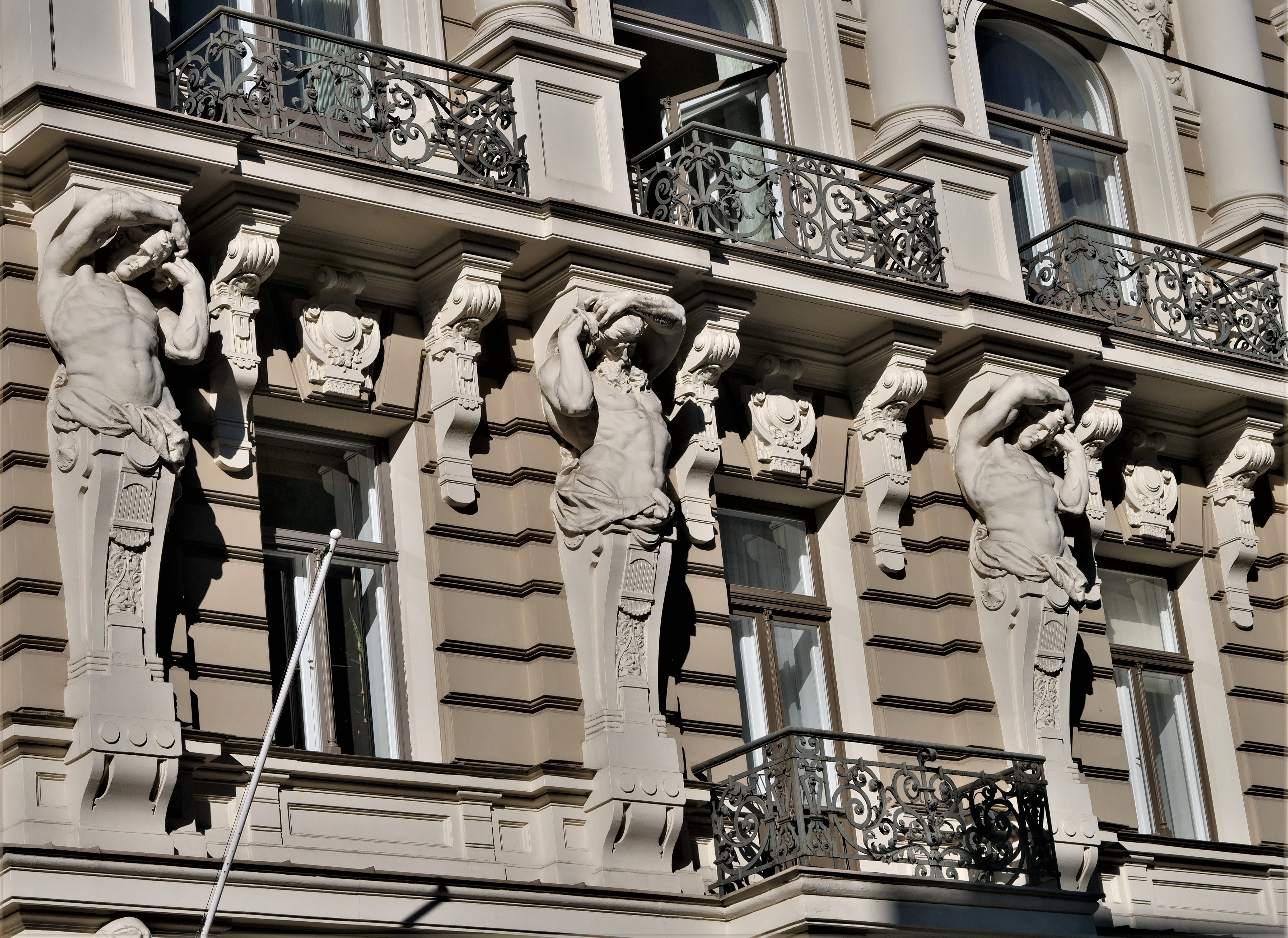
Männliche Motive (Atlanten)

In der Neustadt befinden sich zahlreiche Gebäude mit Jugendstilfassaden, besonders in der Elisabethstraße (Elizabetes iela) und der Albertstraße (Alberta iela) mit vielen Arbeiten Michail Eisensteins (seit 1997 Welterbe der Unesco). Bedeutende Gebäude im nationalromantischen Stil folgten (Architekt Eizens Laube). Um die Jahrhundertwende wurden im Grüngürtel um die Altstadt zahlreiche repräsentative Gebäude errichtet, darunter die Nationaloper, das Nationaltheater (ehemaliges Deutsches Theater, Architekt Reinberg, 1902), das Kunstmuseum (Architekt Neumann, 1903), die neugotische Lettische Kunstakademie (Latvijas Mākslas akadēmija) von 1905 sowie die Universität. Zwischen 1876 und 1884 entstand die Orthodoxe Kathedrale (Rīgas Kristus Piedzimšanas pareizticīgo katedrāle) im neubyzantinischen Stil.

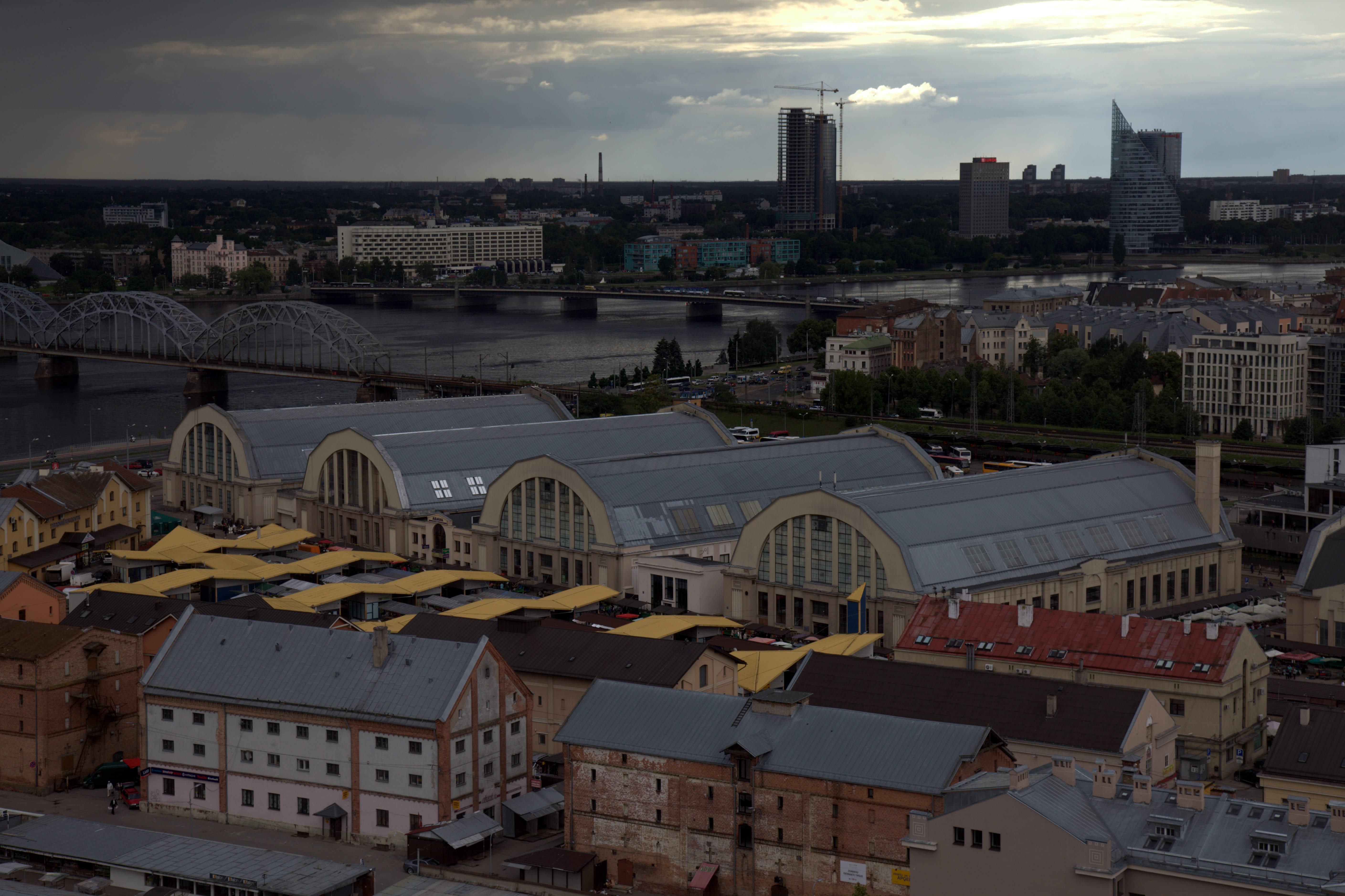
Zentralmarkt Riga

Im südlich gelegenen Stadtteil Moskauer Vorstadt (Maskavas forštate) befinden sich die ehemaligen Zeppelin-Hallen des Zentralmarktes (Rīgas Centrāltirgus), die Roten Speicher, der im stalinistischen Zuckerbäckerstil 1958 erbaute Kultur- und Wissenschaftspalast (Zinātņu akadēmijas augstceltne), die aus Holz im klassizistischen Stil erbaute protestantische Jesuskirche (Jēzus Evaņģēliski luteriskā baznīca) sowie die Ruinen der Synagoge nahe dem ehemaligen Rigaer Ghetto (bedeutendes, modernes Ghetto-Denkmal errichtet).
Die Gartenstadt Mežaparks ist ein Villenvorort, der Anfang des 20. Jahrhunderts in den Wäldern nördlich der Stadt gebaut wurde.
Auf der Düna-Insel Hasenholm (Zaķusala) steht der Fernsehturm Riga (Rīgas radio un televīzijas tornis), der mit 368,5 Meter zu den höchsten Bauwerken Europas zählt und in seiner schlanken Konstruktion (mit dem Dreibein-Fundament) gut zum ebenfalls sehr schlanken Turm der Petrikirche passt. Pārdaugava (deutsch Überdüna) bezeichnet das Stadtgebiet am linken Dünaufer. Es war über lange Zeit geprägt von ein- bis zweistöckigen Holzhäusern, von denen einige erhalten sind.

### Parks

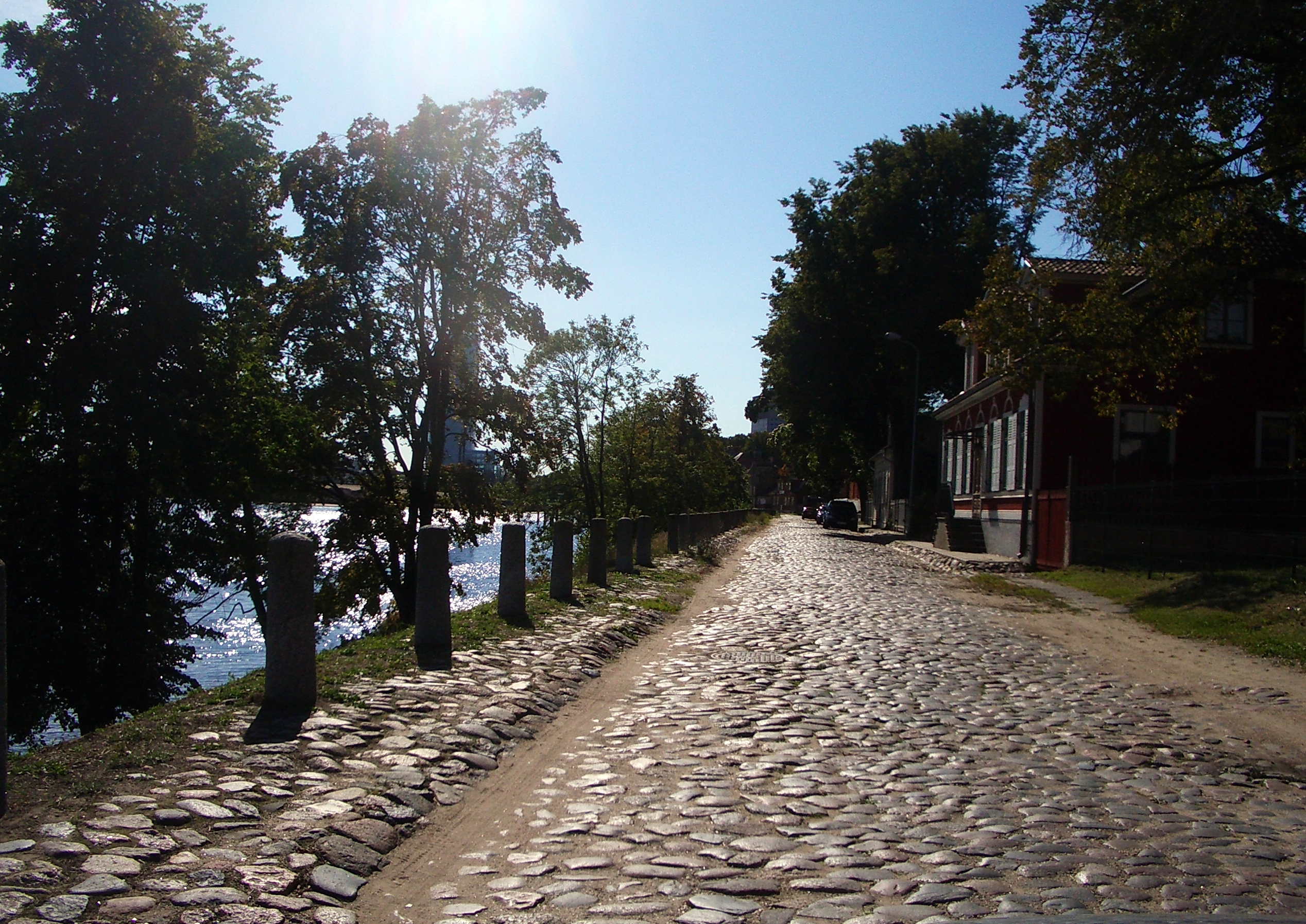
Ķīpsala, Promenade am Ufer der Daugava

In der Innenstadt befinden sich der Wöhrmannsche Garten (Vērmanes dārzs), die älteste öffentliche Parkanlage der Stadt, die 1814 unter dem Namen Anna-Wöhrmann-Park angelegt wurde. Vorher hatten sich an dessen Stelle Holzhäuser befunden, die vor der befürchteten Stadtbelagerung durch Napoleon vorsorglich angezündet worden waren. Entlang des Wassergrabens an der ehemaligen Stadtbefestigung (Pilsētas kanāls) befindet sich ein etwa drei Kilometer langer Park (Kanālmalas apstādījumi) – der Basteiberg. Gegenüber dem Jugendstilviertel befindet sich der Kronwald-Park (Kronvalda parks) – er entstand auf dem ehemaligen Gelände, das dem Deutschen Schützenverein von Zar Alexander II. geschenkt wurde. Die Anlagen der Esplanade (Esplanāde) liegen bei der orthodoxen Kathedrale und umfassen im nördlichen Teil einen Markt.
Mit einer Fläche von 37 Hektar ist der Uzvaras-Park („Siegespark“) der größte der Stadt. Er beherbergte die 79 Meter hohe sowjetische Siegessäule von 1985, die offiziell „Denkmal für die Befreier von Sowjet-Lettland und Riga von den deutsch-faschistischen Invasoren“ hieß. Dabei war und ist die Verbindung der Wörter „Befreier“ und „Sowjetlettland“ für Letten, die die sowjetische Okkupation Lettlands (bis 1990) erlebten, schwer zu ertragen. Am 9. Mai, der in Russland als Tag des Sieges in Erinnerung an den Sieg der Sowjetunion über das nationalsozialistische Deutschland 1945 begangen wird und der in Lettland kein Feiertag ist, legen zahlreiche russischsprachige Rigenser an der Siegessäule Blumen nieder. Unter denen, die am 9. Mai 2022 zum Denkmal kamen, waren auch solche, die ihre Unterstützung des russischen Überfalls auf die Ukraine zum Ausdruck brachten. Daraufhin beschloss die Saeima im Juni 2022, das Denkmal als Symbol der sowjetischen Besetzung Lettlands bis zum 15. November 2022 entfernen zu lassen. Dies geschah am 25. August 2022.
Der Rigaer Zoo (Rīgas Zooloģiskais dārzs) umfasst über 3000 Tiere. In Mežaparks befinden sich mehrere Waldfriedhöfe, darunter der Brüderfriedhof, ein Soldatenfriedhof, der den Charakter eines Parks hat.

## Wirtschaft und Infrastruktur

### Wirtschaft

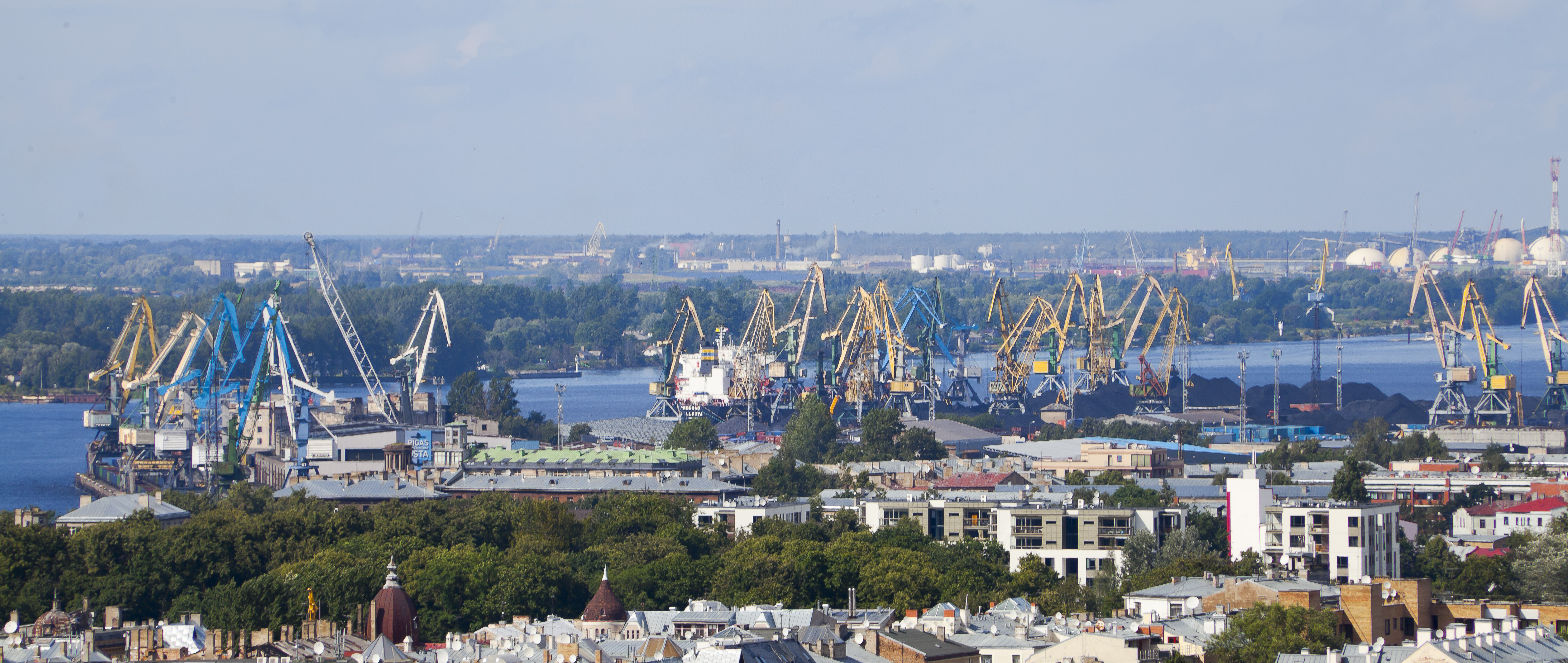
Rigas Hafen

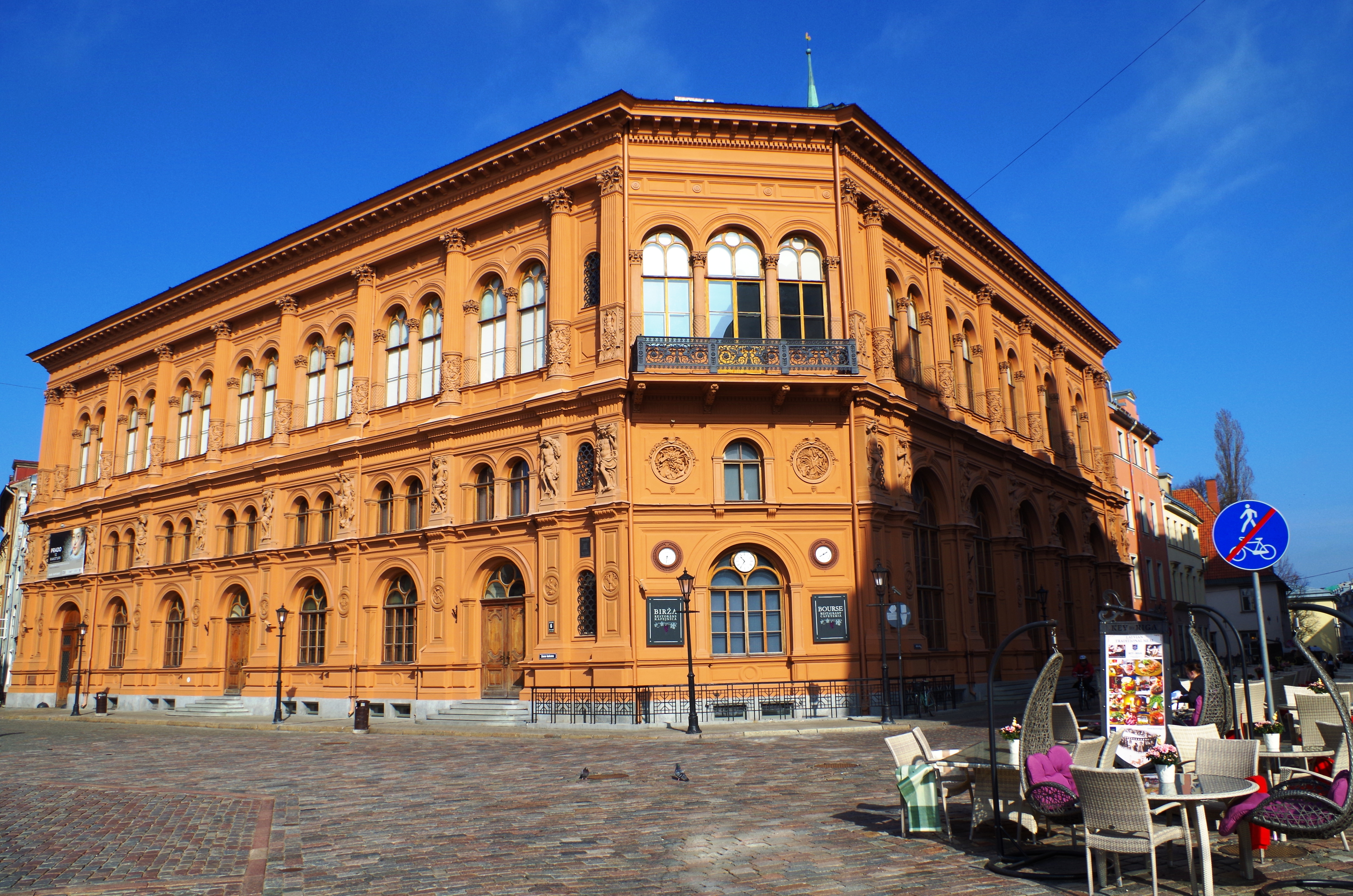
Rīgas Birža, die alte Börse

Die Region Riga ist die wirtschaftlich stärkste Region und das Zentrum industrieller Produktion des Landes. 60 % der lettischen Unternehmen operieren in Riga, mehr als 50 % der Arbeitnehmer sind in der Region aktiv. Vor allem die Lebensmittelindustrie, aber auch Holz- und Textilindustrie, chemische und pharmazeutische Industrie sind bedeutend. Riga zieht zunehmend ausländische Investitionen an und entwickelt sich zu einem bedeutenden Standort von Gewerbeausstellungen im baltischen Raum.
Fast alle der umsatzstärksten Unternehmen Lettlands haben ihren Sitz in Riga, darunter der auf IT-Produkte spezialisierte Großhändler ELKO Grupa, die Handelskette Rimi Latvia, der staatliche Stromversorger Latvenergo, der Erdgasmonopolist Latvijas Gāze, die Eisenbahngesellschaft Latvijas dzelzceļš, das staatliche Postunternehmen Latvijas Pasts und Latvia Statoil, der Ableger der norwegischen Erdölgesellschaft sowie Mazeiku Nafta tirdzniecibas nams, der Mobilfunkanbieter Latvijas Mobilais Telefons (LMT) und die Fluggesellschaft air Baltic. Die Börse Riga (NASDAQ OMX Riga) ist die einzige Wertpapierbörse des Landes. Bekannt ist und viel genutzt wird der Zentralmarkt Riga. Außerdem findet in der Stadt ein Nachtmarkt statt.
Der Tourismus ist ein bedeutender wirtschaftlicher Faktor für die Stadt, 90 % der Touristen des Landes wählen Riga als Reiseziel.
In der Zeit der Sowjetherrschaft (bis 1990) fertigte die Fabrik Sarkanā zvaigzne (lett.: Roter Stern) in Massenproduktion monumentale, vergleichsweise erschwingliche Lenin-Denkmäler aus Beton, mit denen die lettischen Städte ausgestattet wurden (bis 1953 auch Stalin-Denkmäler).

### Verkehr

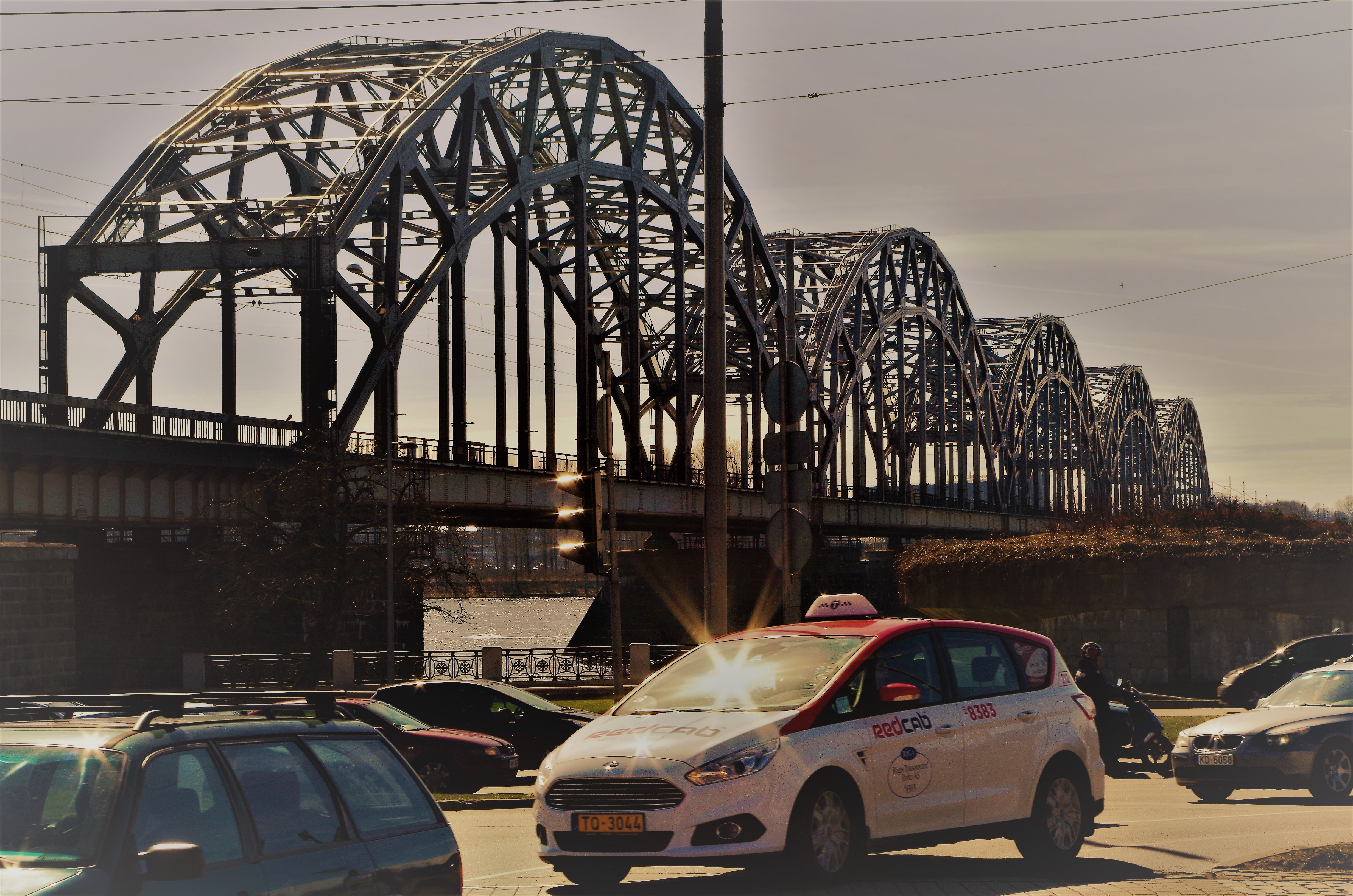
Die 1914 fertiggestellte Eisenbahnbrücke über die Düna in Riga

Riga besitzt eine wichtige Funktion als internationaler Verkehrsknotenpunkt im Ostseeraum (Verkehrsströme zwischen Skandinavien und Osteuropa, von Mitteleuropa nach Finnland über die Europastraße 67 („Via Baltica“) sowie innerhalb des Baltikums). So befindet sich hier der mit Abstand wichtigste Bahnhof des Landes, der Hauptbahnhof Riga (Rīgas dzelzceļa stacija), mit Verbindungen nach Moskau und St. Petersburg in Russland, Minsk in Belarus sowie Kaunas und Vilnius in Litauen. Daneben befindet sich ein Busbahnhof (Rīgas Starptautiskā autoosta) mit Fernbusverbindungen in alle Nachbarländer und viele Länder der Europäischen Union.
Der Flughafen Riga (Starptautiskā lidosta „Rīga“) ist der größte des Baltikums und bietet Flüge zu rd. 80 Zielen. 2018/2019 nutzten jeweils mehr als sieben Millionen Fluggästen den Flughafen, nach dem Einbruch durch die COVID-19-Pandemie nutzten 2023 6,6 Millionen Passagiere ihn.
Der Rigaer Hafen ist der wichtigste des Landes. Im Jahre 2016 wurden in Riga 59 % der lettischen Importe und Exporte über See umgeschlagen.
Ein Fährterminal (Rīgas Pasažieru termināls) bietet Verbindungen vor allem nach Skandinavien, aber auch nach Norddeutschland.
Lettlands Staatsstraßen sind sternförmig auf Riga ausgerichtet. Südlich der Innenstadt wurde eine neue Dünabrücke (Dienvidu tilts) für eine Umgehungsstraße erbaut und 2008 eröffnet. Die Zubringerstraßen wurden zwischen 2013 und 2016 für den Verkehr freigegeben. Als Nordumfahrung (Ziemeļu koridors) ist eine 27 bis 30 Kilometer lange Autobahn geplant, die in vier Abschnitten nach und nach gebaut werden soll. Es handelt sich dabei um das größte Infrastrukturvorhaben in Riga der letzten Jahrzehnte.

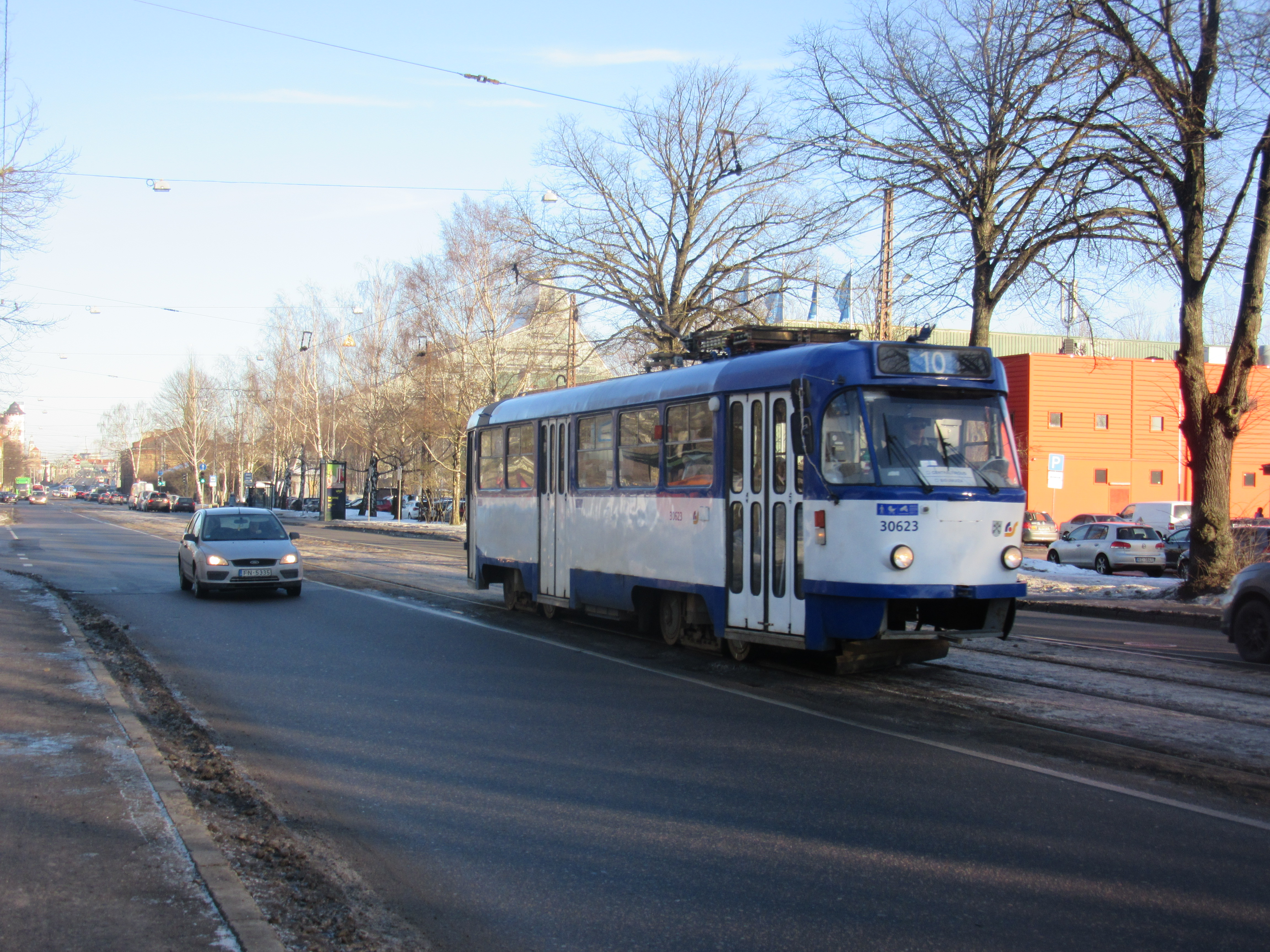
Straßenbahn im Stadtverkehr

Das städtische Nahverkehrsunternehmen Rīgas Satiksme verfügt über ein sehr gut ausgebautes Straßenbahnnetz (252 Wagen, acht Linien). Ergänzt wird das Schienennetz durch den Oberleitungsbus Riga (etwa 330 Wagen, 20 Linien) sowie diverse Omnibuslinien (etwa 460 Wagen, 53 Linien). An einigen lettischen Feiertagen (1. Januar, 4. Mai, 23. und 24. Juni, 18. November, 31. Dezember) ist der ÖPNV Rigas kostenfrei.
Die lettische Eisenbahngesellschaft Pasažieru Vilciens betreibt vom Bahnhof Rīga Pasažieru aus den Schienenpersonenverkehr in Lettland, mit einem Anschluss an die Estnische Eisenbahn im Bahnhof Valga. Ein Anschluss sowohl des Rigaer Hauptbahnhofs als auch des Flughafens an das Netz von Rail Baltica ist im Bau, die zwischenzeitlich angestrebte Fertigstellung für 2030 wird nicht zu halten sein.
Riga ist an einige Fernradwege, auch internationale, angeschlossen, insbesondere an den Ostseeküsten-Radweg, welcher einmal die Ostsee umrundet, und an den Iron Curtain Trail, welcher als längster offizieller Radweg Europas entlang des ehemaligen Eisernen Vorhangs von Norwegen bis zum Schwarzen Meer verläuft.
Der breite Strom konnte lange nur durch eine Schwimmbrücke überbrückt werden. Die Eisenbahnbrücke war die erste feste Brücke in Riga und Umgebung. Die erste feste Straßenbrücke war die 1957 eröffnete Akmens Tilts in die Altstadt.
Für die Straßen Rigas bestehen häufig, aufgrund der langen Tradition der Mehrsprachigkeit der Stadt, auch deutschsprachige Straßennamen.

### Medien
Riga ist Zentrum der wichtigsten Medien des Landes. Die öffentlich-rechtlichen Fernseh- und Radioanstalten Latvijas Televīzija (LTV) und Latvijas Radio mit ihren zahlreichen Programmen haben ebenso ihren Sitz in Riga wie der private Fernsehsender TV3 Latvia und der russischsprachige Sender PBK Latvia. Mit TV5 Rīga besteht ein nur der Stadt gewidmeter Kanal. Nach der Unabhängigkeit entstanden private Rundfunkstationen wie Radio Skonto, European Hit Radio oder Radio SWH. Täglich erscheinende Zeitungen sind Diena und Latvijas Avīze. The Baltic Times ist eine englischsprachige Wochenzeitung für die drei baltischen Staaten mit Sitz in Riga. Mit Rīgas Apriņķa Avīze besteht eine regelmäßig erscheinende Regionalzeitung für Riga und das Umland. Seitdem oppositionelle Medien in Russland unter Putin zunehmend Repressionen ausgesetzt sind, haben sich mehrere russischsprachige Exilmedien in Riga angesiedelt, darunter Meduza und Nowaja Gaseta. Europa.

### Bildung

Die Ende der 1950er Jahre im Stil des sowjetischen Klassizismus („Stalinistischer Zuckerbäckerstil“) errichtete Akademie der Wissenschaften

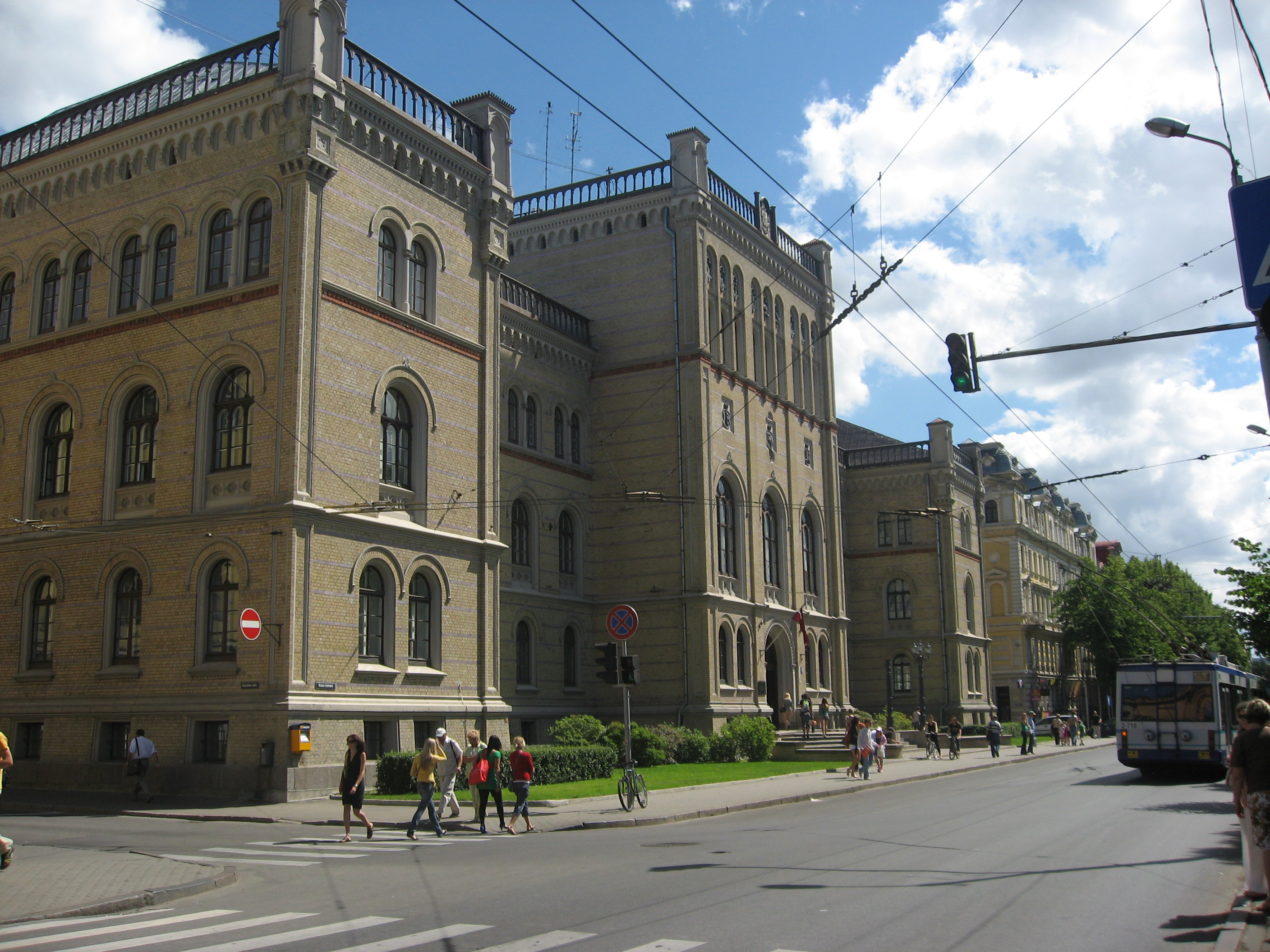
Universität Lettlands

In Riga hat die Lettische Akademie der Wissenschaften (Latvijas Zinātņu akadēmija) ihren Sitz. Sie verfügt über ein Kernforschungszentrum in Salaspils südöstlich von Riga.
Mit der Unabhängigkeit 1919 wurde die Universität Lettlands (Latvijas Universitāte) gegründet, die auf das 1862 gegründete Rigaische Polytechnikum zurückgeht. Sie ist mit etwa 23.800 Studenten in 13 Fakultäten die größte Universität des Landes. Die 1958 gegründete Technische Universität Riga (Rīgas Tehniskā universitāte) mit 16.900 Studenten ist ebenfalls auf das Polytechnikum zurückzuführen. Seit 2002 gibt es außerdem die Stradina-Universität Riga (Rīgas Stradiņa universitāte). Sie firmierte seit 1990 als Lettische Medizinische Akademie (Latvijas Medicīnas akadēmiju) und gründet auf der medizinischen Fakultät der Universität Lettlands von 1919.
Weitere Hochschulen in Riga sind:
- die Riga Graduate School of Law als unabhängige Institution innerhalb der Universität Lettlands (1998 gegründet),
- die Handelshochschule Stockholm in Riga, eine Tochter der Handelshochschule in Stockholm,
- die nach Jāzeps Vītols benannte Musikakademie Jāzepa Vītola Latvijas Mūzikas akadēmijā (JVLMA)

Dazu kommen zahlreiche weitere Fachhochschulen.
Seit 1999 besteht in Riga ein Goethe-Institut.

## Kultur
2014 war Riga Kulturhauptstadt Europas. Infrastrukturelle Projekte in diesem Zusammenhang sind der Bau der von Gunnar Birkerts entworfenen Lettischen Nationalbibliothek (Latvijas Nacionālās bibliotēkas) am Dünaufer gegenüber der Altstadt, einer Konzerthalle (Koncert zale) als Heimstätte unter anderem des Lettischen Nationalen Sinfonieorchesters und die Errichtung des Museums für Zeitgenössische Kunst (Laikmetīgās mākslas muzejs) in einem ehemaligen Kraftwerksgebäude in Andrejsala. Trotz einer Budgetkürzung um 30 % infolge der lettischen Wirtschaftskrise 2009 war der Bürgermeister optimistisch, dass Riga 2014 ein erfolgreiches Programm würde bieten können.

### Theater

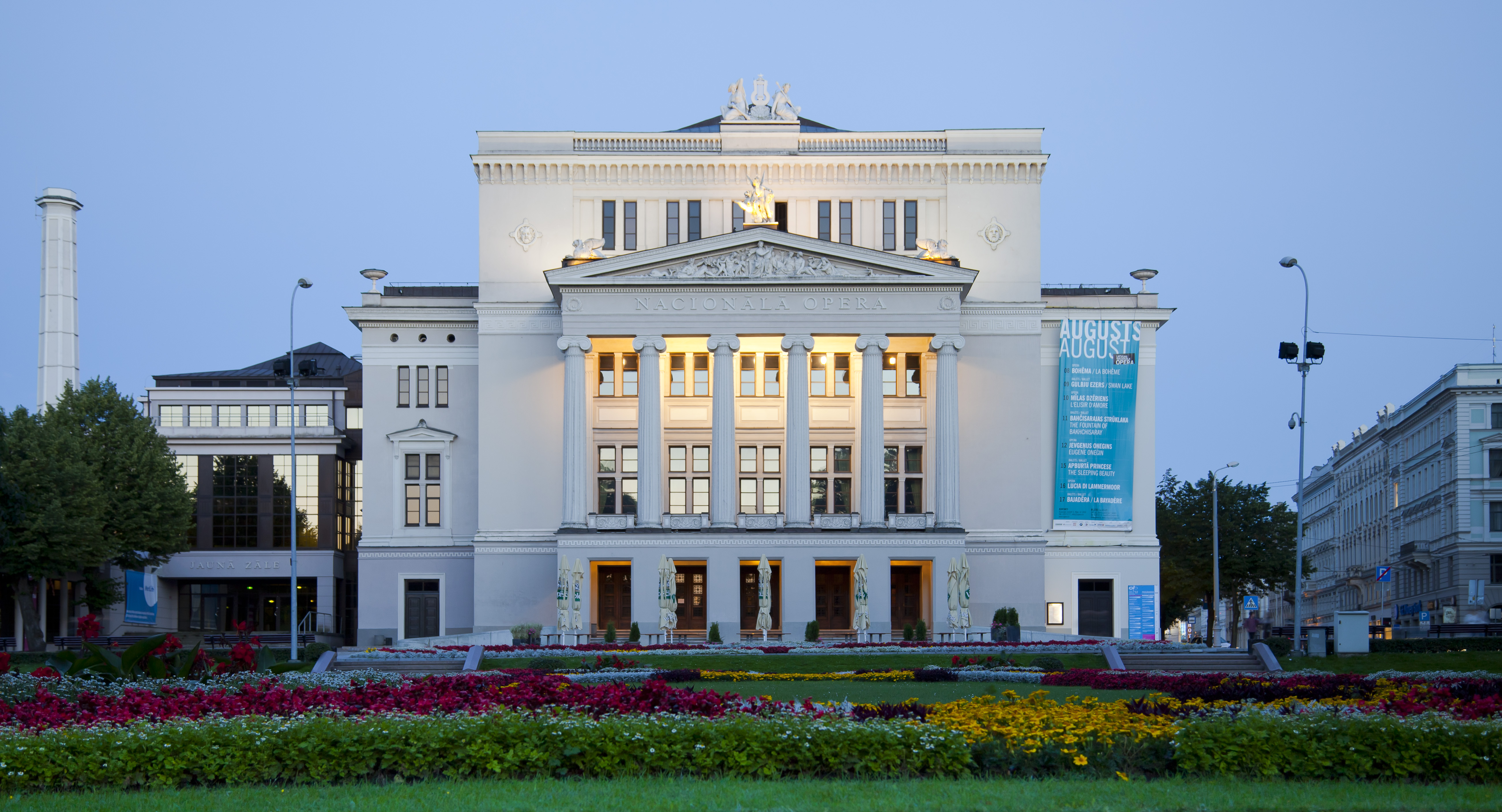
Lettische Nationaloper

Die Lettische Nationaloper (Latvijas Nacionālā opera) befindet sich seit der ersten Aufführung im Januar 1919 im neoklassizistischen Gebäude (1860–1863), das als Deutsches Theater konzipiert war. Das Repertoire umfasst Opernklassiker, bekannt ist auch die seit 1922 existierende Ballettkompanie. Eines der größten Theater des Landes ist das Lettische Nationaltheater, das 1919 gegründet wurde. Von 1837 bis 1839 war Karl von Holtei erfolgreicher Direktor eines damals deutschsprachigen Theaters in Riga, für das er Richard Wagner als Kapellmeister engagiert hatte. Das Rigaer Russische Theater (Mihaila Čehova Rīgas Krievu teātris) ist das älteste professionelle Dramatheater des Landes; 1883 war die erste Spielzeit des Theaters, dessen Repertoire russische und ausländische Stücke umfasst. Das 1920 eröffnete Daile-Theater (Dailes teātris) präsentiert regelmäßig moderne ausländische Stücke. Mit seinen Aufführungen richtet sich das 1944 gegründete Lettische Staatspuppentheater (Latvijas Valsts Leļļu teātris) vor allem an Kinder. Nach der Unabhängigkeit entstand 1992 in der Nachfolge des Staatstheaters für junge Zuschauer der Lettischen Sozialistischen Sowjetrepublik das Neue Rigaer Theater (Jaunais Rīgas teātris).

### Museen

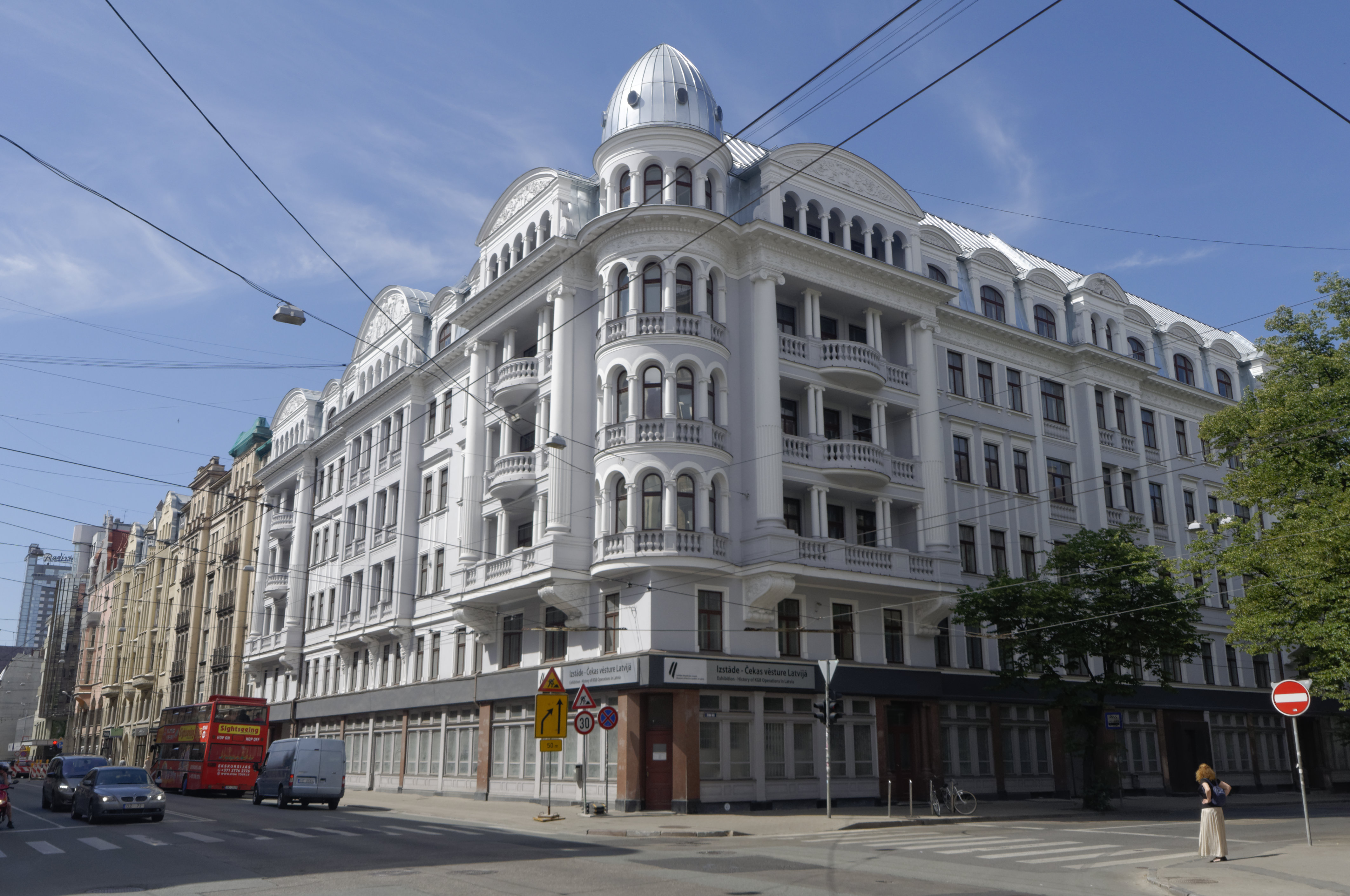
Das „Eckhaus“, die ehemalige Zentrale des sowjetischen Geheimdienstes KGB

- Museen zur Geschichte und Kulturgeschichte:
  - Das Lettische Okkupationsmuseum (Latvijas Okupācijas muzejs) befindet sich in einem Bau aus den 1970er Jahren und widmet sich der Zeit, als Lettland unter deutscher und sowjetischer Besatzung stand (1940–1991).
  - Das Museum der Geschichte Rigas und der Schifffahrt (Rīgas vēstures un kuģniecības muzejs) ist eines der ältesten Museen Europas. Diesem angegliedert ist das Mentzendorffhaus (Mencendorfa nams), das als historisches Wohn- und Geschäftshaus besichtigt werden kann.
  - Das Museum Juden in Lettland (Muzejs Ebreji Latvijā) zeigt die Geschichte der Juden Rigas und Lettlands vom 18. Jahrhundert bis 1941.
  - Das Lettische Geschichtsmuseum (Latvijas Vēstures muzejs) widmet sich der Landesgeschichte von der Steinzeit bis in die Gegenwart. Bis zum Brand des Rigaer Schloss am 20. Juni 2013 war es dort untergebracht.[82] Im Sommer 2024 hat das Museum teilweise den sanierten Südflügel des Schlosses bezogen.[83]
  - Im Jahre 2014 wurde das Eck-Haus (Stura maja), die einstige Zentrale des sowjetischen Geheimdienstes KGB im besetzten Lettland, als Museum und Gedenkstätte eröffnet.[84][85] Dazu gehört die Ausstellung „Die Koffer der Letten“ als ein Querschnitt all dessen, was ins Exil geflüchtete Letten aus der Heimat mitnahmen.[86]
  - Im Pulverturm befindet sich das Lettische Kriegsmuseum (Latvijas Kara muzejs) für Militär- und Kriegsgeschichte.
  - Pauls Stradiņš Museum für Medizingeschichte (etwa 200.000 Exponate)[87][88]
  - Das Lettische Freilichtmuseum am Jugla-See beherbergt 118 Gebäude der Volksarchitektur und zeigt die traditionell-ländliche Lebensweise.
  - Museum des Rigaer Ghettos und des Holocaust
- Kunstmuseen:
  - Im Museum für Ausländische Kunst (Ārzemju mākslas muzejs) befindet sich die größte Sammlung europäischer Kunst vom 16. Jahrhundert bis zur Gegenwart in Lettland.
  - Das Lettische Nationale Kunstmuseum (Latvijas Nacionālais mākslas muzejs) ist lettischer Kunst gewidmet.
  - Das Museum für dekorative Kunst und Design besteht seit 1989 und zeigt Werke von Künstlern aus der Zeit seit dem Ende des 19. Jahrhunderts.
  - Das Porzellan-Museum Riga (Rīgas Porcelāna muzejs) im Ensemble des Konventhofes, neben der Johanniskirche, zeigt das Handwerk der Porzellanherstellung und Porzellankunst von der Mitte des 19. Jahrhunderts bis zur Gegenwart.[89]
  - Im 1782 errichteten Richard-Wagner-Haus wirkte Wagner 1837–1839 als Kapellmeister.

- Weitere Museen:
  - Aus der Sammlung des 1845 gegründeten Naturforschenden Vereins zu Riga ging das Lettische Naturkundemuseum (Latvijas Dabas muzejs) hervor.[90]
  - Das Rigaer Motormuseum (Rīgas Motormuzejs) zeigt historische Fahrzeuge, unter anderem der lettischen Autoindustrie seit 1908.
  - Auf dem anderen Ufer der Düna befindet sich das Eisenbahnmuseum mit großer Freilichtanlage für historische Lokomotiven und Wagen.

### Musik
Im 17. Jahrhundert begann die Blüte europäischer Musik in Riga, das sich zum seinerzeit bedeutendsten Musikzentrum des Baltikums entwickelte. Es kam zur Gründung der Rigaer Musikgesellschaft (1760) und von privaten Orchestern wie dem von Baron Otto Hermann von Vietinghoff, aus dem sich später das Orchester der 1782 gegründeten Oper bildete. In Riga tätig waren unter anderem Johann Valentin Meder, Johann Gottfried Müthel und Georg Michael Telemann. Im 19. Jahrhundert existierten mit der deutschen Kunstmusik und dem von den weitgehend rechtlosen Letten weiterentwickelten folkloristischen Liedgut zwei parallele musikalische Traditionen. Von 1837 bis 1839 arbeitete Richard Wagner als Kapellmeister an der Oper, die zu dieser Zeit internationales Niveau erreichte. Leo Blech dirigierte von 1938 bis 1941 als Erster Gastdirigent der Nationaloper zahlreiche Opernvorstellungen.
Von 1911 bis 1914 war Franz von Hoeßlin Dirigent des Rigaischen Symphonieorchesters. Die staatliche Lettische Musikakademie Jāzeps Vītols wurde 1919 als Konservatorium gegründet und hat etwa 500 Studenten. Klassische Konzerte finden heute unter anderem im Schwarzhäupterhaus und in der Großen Gilde statt.
1993 fand in Riga das erste Nationale Sängerfest im unabhängigen Lettland statt; die Tradition der baltischen Sängerfeste ist sehr alt, in Lettland fand das erste bereits 1873 statt. 2003 wurden die Sängerfeste aller drei baltischen Staaten der UNESCO-Liste der „Meisterwerke des mündlichen und immateriellen Erbes der Menschheit“ hinzugefügt. Das XXIV. Nationale Sängerfest fand 2008 in Riga statt. Ein besonderer Höhepunkt sind die „Kriege der Lieder“, in denen die besten Chöre des Landes gegeneinander antreten.
2003 fand in Riga der Eurovision Song Contest statt.

### Sport
Für die Eishockey-Weltmeisterschaft 2006 wurde die 14.500 Zuschauer fassende Arēna Rīga erbaut, die für Eishockey, Basketball und Konzerte benutzt wird. Sie diente als Heimspielort des bis 2022 in der russischen KHL spielenden Vereins Dinamo Riga. Erfolgreichster Fußballverein des Landes mit 14 Meistertiteln ist Skonto Riga mit dem im Jahr 2000 eröffneten und 10.000 Zuschauer fassenden Skonto-Stadion (Skonto stadions). Weitere Erstligavereine sind JFK Olimps Riga (Spielort Daugava-Stadion/Daugavas stadions) und FK Jaunība Riga. Mit 18 Titelgewinnen in der FIBA EuroLeague Women ist TTT Rīga einer der erfolgreichsten Vereine im europäischen Frauenbasketball. Erfolgreicher Herrenbasketballverein sind die BK Barons/LMT (Lettischer Meister 2008) und VEF Riga. Die Skonto Arena (6500 Zuschauer) wurde 1999 eröffnet und wird von der Basketballmannschaft von Skonto Riga benutzt. Bis 2009 bestand der auch international erfolgreiche Eishockeyverein HK Riga 2000, der in der inbox.lv ledus halle spielte.

### Regelmäßige Veranstaltungen
Seit 1991 findet jährlich der Riga-Marathon (Rīgas maratons) statt. 1998 wurde zum ersten Mal das jährlich im Sommer stattfindende Rigaer Opernfestival (Rīgas Operas festivāls) organisiert.
- Ballettfestival
- Theaterfestival Baltischer Frühling
- Internationale Triennale für Textil- und Faserkunst

### Kulinarische Spezialitäten
Eine Rigaer Spezialität ist der bittere, schwarze Schnaps Rīgas Melnais balzams, der als lettisches Nationalgetränk gilt. Daneben ist Riga bekannt für Schokolade und Pralinen.

## Personen, die in Riga wirkten

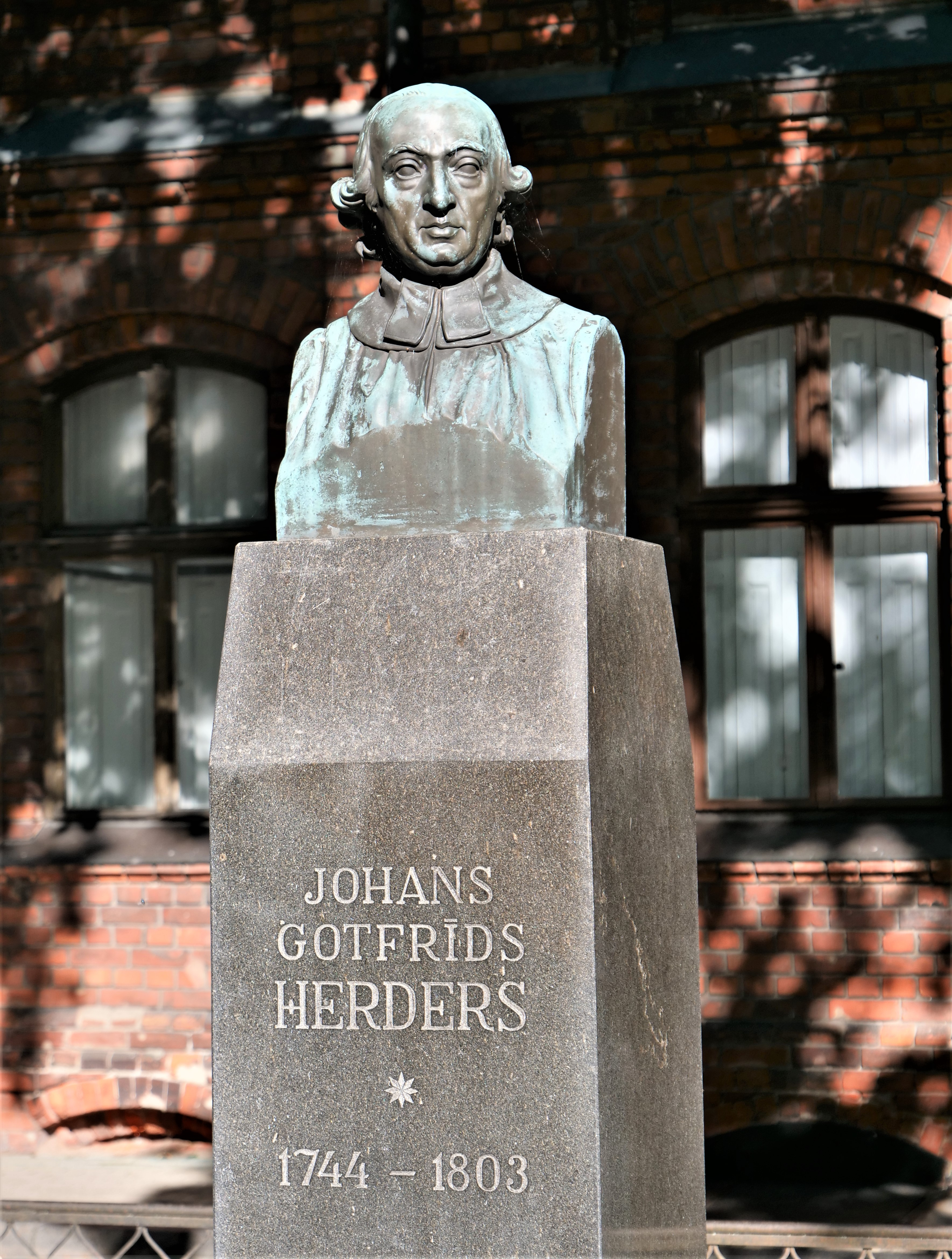
Herder-Denkmal in Riga

- Walerian Abakowski (1895–1921), Erfinder
- Bernhard Bielenstein (1877–1959), Architekt des Jugendstils
- Rupert Bindenschu (1645–1698), Architekt und Stadtbaumeister in Riga
- Heinrich Julius Böthführ (1811–1888), Bürgermeister
- Georg Ludwig Collins (1763–1814), evangelischer Geistlicher
- Carl Diercke (1842–1913), Kartograf, war von 1865 bis 1869 Lehrer in Riga
- Michail Eisenstein (1867–1920), Bauingenieur und Architekt des Jugendstils
- Heinz Erhardt (1909–1979), deutscher Komiker, Musiker, Komponist, Schauspieler und Dichter
- Alexander Faltin (1819–1899), deutscher Rigaer Ratsherr, Gründer der Baltischen Monatsschrift, Initiator der Riga-Dünaburgischen Eisenbahn
- Paul Albert Glaeser-Wilken (1874–1942), Spielleiter und Schauspieler, wirkte von 1912 bis 1914 am Stadttheater Riga
- Karl Ludwig Grave (1784–1840), Geistlicher und Pädagoge
- Teodors Grīnbergs (1870–1962), Theologe
- Oskar Grosberg (1862–1941), deutsch-baltischer Journalist und Schriftsteller, von 1916 bis 1939 Redakteur der Rigaschen Rundschau
- Karl August von Hardenberg (1750–1822), preußischer Staatsmann, verfasste im Exil in Riga 1807 die für die Reform des preußischen Staates wegweisende Rigaer Denkschrift
- Johann Gottfried Herder (1744–1803), deutscher Dichter, war von 1764 bis 1769 Collaborator und Pfarradjunkt in Riga
- Karl von Holtei (1798–1880), deutscher Schriftsteller, Schauspieler und Theaterregisseur, von 1837 bis 1841 Direktor des Theaters in Riga
- Friedrich Jeckeln (1895–1946), deutscher General der Waffen-SS, seit 1941 HSSPF Rußland-Nord, Sitz in Riga, Kriegsverbrecher
- Carl Gustav Jochmann (1789–1830), deutscher Publizist
- Conradin Kreutzer (1780–1849), deutscher Komponist, 1849 in Riga verstorben
- Alexander Leitner (1864–1923), deutschbaltischer Ingenieur und Unternehmer
- Ludwig August Mellin (1754–1835), deutschbaltischer Politiker, Kartograph, Direktor des Livländischen Oberkonsistoriums
- Johann Gottfried Müthel (1728–1788), deutscher Cembalist, Organist und Komponist, seit 1753 in Riga tätig, seit 1767 als Hauptorganist an der dortigen Kathedrale St. Petri, 1788 in Riga verstorben
- Kristīne Opolais (* 1979), von 2001 bis 2007 Sopranistin an der Lettischen Nationaloper
- Bernhard Press (1917–2001), in Riga geborener, ausgebildeter und wirkender Pathologe, Hochschullehrer, Holocaustüberlebender, Opfer des Stalinismus
- Louise Radecke (1846–1916), Opernsängerin
- Thomas von Ramm († 1631), Bürgermeister von Riga
- Leonard Rastrigin (1929–1998), Kybernetiker, Informatiker und Hochschullehrer
- Jacob Rodde (1723–1789), Sekretär des Rates und Übersetzer, Autor der ersten Russischen Sprachlehre an einer deutschen Schule
- Johann Schöning, Bürgermeister und Erzvogt (zweite Hälfte des 15. Jahrhunderts)
- Johann Christoph Schwartz (1722–1804), Bürgermeister von Riga (1782–1787)
- Martin Sihle (1863–1945), Direktor der I. medizinischen Universitätsklinik in Riga
- Karl Gottlob Sonntag (1765–1827), deutscher Geistlicher, Oberpastor in Riga und Generalsuperintendent von Livland
- Pēteris Vasks (* 1946), lettischer Komponist, lebt in Riga
- August Volz (1851–1926), deutscher Bildhauer, Steinmetz, ab 1875, selbständig ab 1876 in Riga
- Richard Wagner (1813–1883), deutscher Komponist, von 1837 bis 1839 in Riga
- Jakob Friedrich Wilpert (1741–1812), Kaufmann, Bürgermeister von Riga

### Bibliografien
- Bibliographie über die Stadt Riga im Bibliotheks- und Bibliographieportal / Herder-Institut (Marburg)

### Monografien
- Andrej Angrick, Peter Klein: Die „Endlösung“ in Riga. Ausbeutung und Vernichtung 1941–1943 (= Veröffentlichungen der Forschungsstelle Ludwigsburg der Universität Stuttgart. Band 6). Wissenschaftliche Buchgesellschaft, Darmstadt 2006, ISBN 3-534-19149-8 (Gesamtdarstellung).
- Friedrich Benninghoven: Rigas Entstehung und der frühhansische Kaufmann (= Nord- und osteuropäische Geschichtsstudien. Band 3). Velmede, Hamburg 1961, DNB 450356868.
- Skaidrīte Cielava, Zenta Ērgle: Was Altrigas Straßen und Häuser erzählen. Dt. Fassung von J. Bernšteins. Verlag Liesma, Riga 1977, DNB 790447169 (lettisch: Par ko stāsta vecās Rīgas ielas un nami).
- Andreas Fülberth: Tallinn – Riga – Kaunas. Ihr Ausbau zu modernen Hauptstädten 1920–1940 (= Das Baltikum in Geschichte und Gegenwart. Band 2). Böhlau, Köln/Weimar/Wien 2005, ISBN 3-412-12004-9 (Zugl.: Münster [Westfalen], Univ., Diss., 2001).
- Ulrike von Hirschhausen: Die Grenzen der Gemeinsamkeit. Deutsche, Letten, Russen und Juden in Riga 1860–1914 (= Kritische Studien zur Geschichtswissenschaft. Band 172). Vandenhoeck & Ruprecht, Göttingen 2006, ISBN 3-525-35153-4 (Zugl.: Göttingen, Univ., Habil.-Schr., 2005).
- Bernhard von Hollander: Riga im 19. Jahrhundert. Ein Rückblick. Riga 1926.
- Wilhelm Lenz: Riga zwischen dem Römischen Reich und Polen-Litauen in den Jahren 1558–1582 (= Wissenschaftliche Beiträge zur Geschichte und Landeskunde Ost-Mitteleuropas. Band 82). Verlag des Herder-Instituts, Marburg 1968.
- Ilgvars Misāns, Horst Wernicke (Hrsg.): Riga und der Ostseeraum. Von der Gründung 1201 bis in die Frühe Neuzeit (= Tagungen zur Ostmitteleuropa-Forschung. Band 22). Herder-Institut, Marburg 2005, ISBN 3-87969-319-6 (Beiträge teilweise deutsch, teilweise englisch).
- Wilhelm Neumann: Das mittelalterliche Riga – Ein Beitrag zur Geschichte der norddeutschen Baukunst. Mit einem Titelbilde, 26 Tafeln und zahlreichen in den Text gedruckten Abbildungen. Julius Springer, Berlin 1892 (Scan in der Google-Buchsuche).
- Erwin Oberländer, Kristine Wohlfart (Hrsg.): Riga. Portrait einer Vielvölkerstadt am Rande des Zarenreiches 1857–1914. Schöningh Verlag, Paderborn u. a. 2004, ISBN 3-506-71738-3.

## Dokumentarfilme
- Bilder einer Landschaft: Riga – Rose im Baltikum. Dokumentation, etwa 45 Minuten, Produktion: BR, 2003.
- Schätze der Welt – Erbe der Menschheit. Folge 149: Riga – Hanse, Bernstein, Jugendstil (Lettland). Dokumentation, etwa 15 Minuten, Produktion: SWR, 2004 (Serienindex-PDF; 560 kB [Memento vom 20. Januar 2022 im Internet Archive; PDF; 560 kB], S. 4, abgerufen am 24. November 2016).